# Singapore
Singapore, oficial Republica Singapore, este o țară insulară și un oraș-stat din Asia de Sud-Est. Teritoriul țării cuprinde o insulă principală, 63 de insule și insulițe satelit, precum și o insuliță izolată. Este situată la aproximativ un grad de latitudine (137 de kilometri sau 85 de mile) nord față de Ecuator, în apropierea extremității sudice a Peninsulei Malacca, având la vest Strâmtoarea Malacca, la sud Strâmtoarea Singapore împreună cu Insulele Riau din Indonezia, la est Marea Chinei de Sud, iar la nord Strâmtorile Johor împreună cu statul Johor din Malaysia.
În istoria sa timpurie, Singapore a fost un emporiu maritim cunoscut sub numele de Temasek și, ulterior, o parte majoră a mai multor imperii talasocratice succesive. Era sa contemporană a început în 1819, când Stamford Raffles a înființat Singapore ca un post comercial de tranzit al Imperiului Britanic. În 1867, Singapore a trecut sub controlul direct al Marii Britanii ca parte a așa-numitelor Straits Settlements (Așezările Strâmtorii). În timpul celui de-Al Doilea Război Mondial, Singapore a fost ocupat de Japonia în anul 1942 și a revenit sub control britanic ca colonie de coroană după capitularea Japoniei în 1945. Singapore a obținut autodeterminare în 1959 și, în 1963, a devenit parte a noii federații a Malaysiei, alături de Malaya, Borneul de Nord și Sarawak. Diferențele ideologice au condus la expulzarea Singapore din federație doi ani mai târziu; Singapore a devenit o țară independentă și suverană în 1965. După ani tulburi la început și în ciuda lipsei de resurse naturale și a unui hinterland, națiunea s-a dezvoltat rapid, devenind una dintre cele Patru Tigri Asiatici.
Ca țară foarte dezvoltată, Singapore are unul dintre cele mai mari PIB-uri pe cap de locuitor ajustat pentru paritatea puterii de cumpărare (PPP). Este, de asemenea, identificată ca un paradis fiscal. Singapore este singura țară din Asia cu un rating de credit sovereign AAA de la toate marile agenții de rating. Este un important centru de aviație, finanțe și transport maritim și a fost constant clasată printre cele mai scumpe orașe pentru expatriți și muncitori străini. Singapore se clasează foarte bine în ceea ce privește indicatorii sociali cheie: Educație, Sănătate, calitatea vieții, siguranța personală, infrastructura și locuințele, cu o rată de proprietate a locuințelor de 88%. Singaporezii se bucură de una dintre cele mai lungi speranțe de viață, cele mai rapide viteze de conexiune la internet, cele mai scăzute rate de mortalitate infantilă și cele mai scăzute niveluri de corupție din lume. Țara are a treia cea mai mare densitate a populației din lume, deși există numeroase spații verzi și de recreere ca urmare a planificării urbane. Având o populație multiculturală și în recunoașterea identităților culturale ale principalelor grupuri etnice din țară, Singapore are patru limbi oficiale: engleza, malaieza, mandarina și tamilă. Engleza este limba comună, fiind utilizată exclusiv în numeroase servicii publice. Multi-etnicitatea este consacrată în constituție și continuă să influențeze politicile naționale.
Singapore este o republică parlamentară, iar sistemul său juridic se bazează pe common law (drept obișnuit). Deși țara este, în mod oficial, o democrație multipartită cu alegeri libere, guvernul sub egida Partidului Acțiunii Populare (PAP) deține un control extins și o dominație politică semnificativă. Unul dintre cei cinci membri fondatori ai ASEAN, Singapore este, de asemenea, sediul Secretariatului Cooperării Economice Asia-Pacific (APEC), al Secretariatului Consiliului de Cooperare Economică din Pacific (PECC) și găzduiește numeroase conferințe și evenimente internaționale. Singapore este, de asemenea, membru al Națiunilor Unite, al Organizației Mondiale a Comerțului, al Summit-ului din Asia de Est, al Mișcării Nealiniate și al Commonwealth-ului.

## Nume și etimologie
Numele englezesc al „Singapore” este o anglicizare a numelui malaez nativ al țării, Singapura (pronunțat siŋapura), care, la rândul său, derivă din cuvântul sanscrit pentru „orașul leului” (sanscrită: सिंहपुर; romanizat: Siṃhapura; Brahmi: 𑀲𑀺𑀁𑀳𑀧𑀼𑀭; literal „orașul leului”; siṃha înseamnă „leu”, iar pura înseamnă „oraș” sau „cetate”). Pulau Ujong a fost una dintre cele mai vechi mențiuni ale insulei Singapore, corespunzând unei relatări chineze din secolul al III-lea care se referea la un loc numit Pú Luó Zhōng (chineză: 蒲 羅 中), o transcriere a numelui malaez pentru „insula de la capătul peninsulei”. Mențiuni timpurii ale numelui Temasek (sau Tumasik) se găsesc în Nagarakretagama, un elogiu javanez scris în 1365, și într-o sursă vietnameză din aceeași perioadă. Numele ar putea însemna „Orașul Mării”, derivând din cuvântul malaez tasek, care înseamnă „mare” sau „lac”. Călătorul chinez Wang Dayuan a vizitat un loc pe nume Danmaxi (chineză: 淡馬錫; pinyin: Dànmǎxí; Wade–Giles: Tan Ma Hsi) sau Tam ma siak, în funcție de pronunție, în jurul anului 1330; acesta ar putea fi o transcriere a lui Temasek, sau, alternativ, o combinație între cuvântul malaez Tanah, care înseamnă „pământ”, și cuvântul chinezesc xi, care înseamnă „staniu”, un metal care era comercializat pe insulă.
Variante ale numelui Siṃhapura au fost folosite pentru mai multe orașe din regiune înainte de înființarea Regatului Singapura. În cultura hindus-buddhistă, leii erau asociați cu puterea și protecția, ceea ce ar putea explica atracția unui astfel de nume. Numele Singapura a înlocuit Temasek înainte de secolul al XV-lea, după înființarea Regatului Singapura pe insulă de către un prinț (Raja) sumatran din Palembang care fugise de acolo. Cu toate acestea, momentul exact și motivul schimbării numelui rămân necunoscute. Cronicile malaeze, semi-istorice, menționează că Temasek a fost botezat Singapura de către Sang Nila Utama, un prinț sumatran din Palembang din secolul al XIII-lea. Cronicile spun că Sang Nila Utama a întâlnit pe insulă o bestie ciudată pe care a considerat-o un leu. Văzând acest lucru ca un semn, el a întemeiat orașul Singapura în locul unde a întâlnit bestia. A doua ipoteză, bazată pe surse portugheze, postulează că această poveste mitică se bazează pe viața reală a lui Parameswara din Palembang. Parameswara și-a declarat independența față de Majapahit și a urcat pe un „Tron al Leului”. După ce a fost alungat în exil de javanezi, a preluat controlul asupra Temasek. Este posibil să fi redenumit zona Singapura, amintindu-și de tronul de pe care fusese alungat.
În timpul ocupației japoneze, Singapore a fost redenumit Syonan-to (japoneză: 昭 南, Hepburn: Shōnan), însemnând „lumina sudului”. Singapore este uneori numită „Orașul Grădină”, datorită parcurilor și străzilor pline de copaci. Un alt nume informal, „Micul Punct Roșu”, a fost adoptat după ce un articol din Asian Wall Street Journal din 4 august 1998 a menționat că președintele indonezian B. J. Habibie se referea la Singapore ca la un „punct roșu” pe hartă.

## Istorie

### Perioada antică
În 1299, conform Cronicilor Malaeze, Regatul Singapurei a fost fondat pe insulă de Sang Nila Utama. Deși autenticitatea relatărilor din Cronicile Malaeze este subiectul unor dezbateri academice, se știe totuși din diverse documente că Singapore în secolul al XIV-lea, cunoscută atunci sub numele de Temasek, era un port comercial sub influența atât a Imperiului Majapahit, cât și a regatelor siameze, făcând parte din Indosferă. Aceste regate indianizate se caracterizau printr-o rezistență surprinzătoare, integritate politică și stabilitate administrativă. Sursele istorice indică, de asemenea, că spre sfârșitul secolului al XIV-lea, conducătorul său, Parameswara, a fost atacat fie de Majapahit, fie de siamezi, fiind forțat să se deplaseze în Malacca, unde a fondat Sultanatul Malacca. Dovezile arheologice sugerează că așezarea principală de pe Dealul Fort Canning a fost abandonată în acea perioadă, deși o mică așezare comercială a continuat să existe în Singapore pentru ceva timp după aceea. În 1613, raiduri portugheze au ars așezarea, iar insula a căzut în obscuritate pentru următoarele două secole. Până atunci, Singapore făcea parte nominal din Sultanatul Johor. Regiunea maritimă mai largă și o mare parte a comerțului au fost sub controlul olandez în perioada următoare, după cucerirea Malaccei de către olandezi în 1641.

### Colonizarea britanică

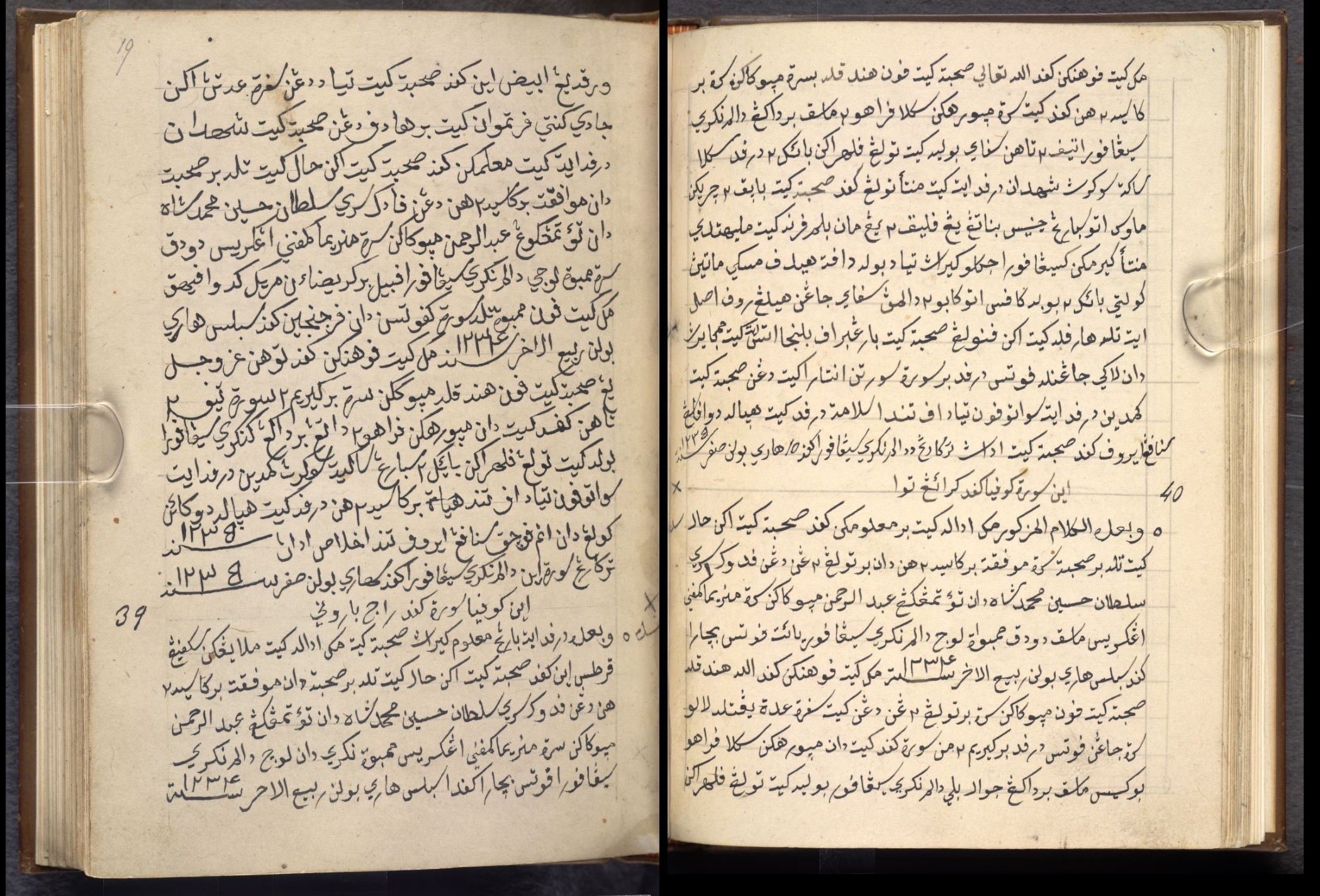
Scrisoare de la William Farquhar către Sultanul Muhammad Kanzul Alam, al 21-lea Sultan al Bruneiului, datată 28 noiembrie 1819.

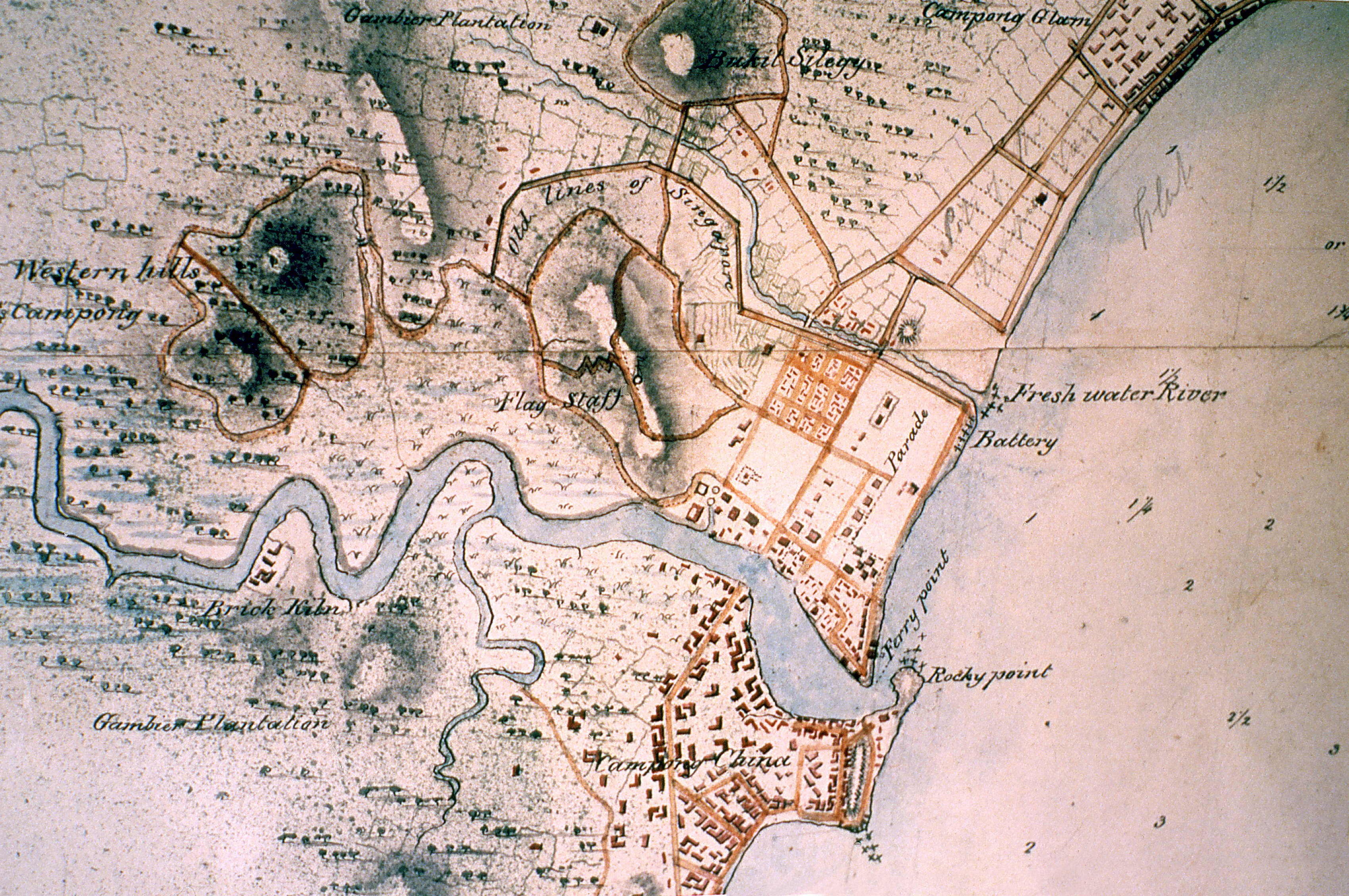
Hartă topografică din anul 1825. Comerțul portuar liber al Singaporelui s-a desfășurat pe râul Singapore timp de 150 de ani.

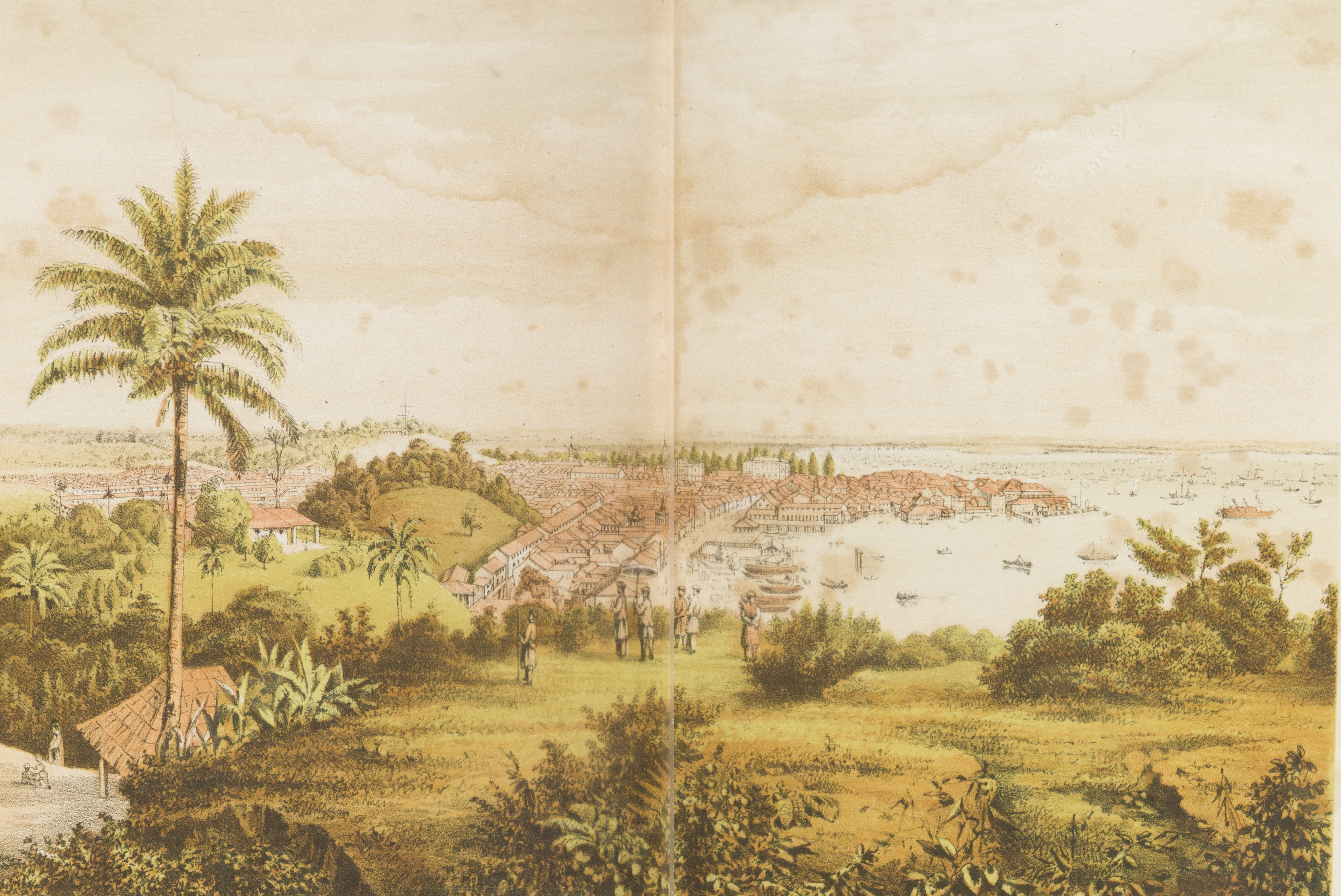
Panoramă a Singaporelui la răsărit, în anul 1865

Guvernatorul britanic Stamford Raffles a ajuns în Singapore la 28 ianuarie 1819 și a recunoscut rapid insula ca fiind o alegere naturală pentru noul port. La acea vreme, insula era nominal sub conducerea lui Tengku Abdul Rahman, sultanul Johorului, care se afla sub influența olandezilor și a buginezilor.
Totuși, sultanatul era slăbit de diviziuni facționale: Abdul Rahman, Temenggongul Johorului, împreună cu oficialii săi, îi erau loiali fratelui mai mare al sultanului, Tengku Long, care trăia în exil pe insula Penyengat din Arhipelagul Riau. Cu ajutorul Temenggongului, Raffles a reușit să-l aducă pe ascuns pe Tengku Long înapoi în Singapore.
Raffles i-a propus să-l recunoască pe Tengku Long drept sultan legitim al Johorului, sub titlul de Sultan Hussein, oferindu-i o plată anuală de 5000 de dolari și încă 3000 de dolari pentru Temenggong; în schimb, Sultan Hussein urma să acorde britanicilor dreptul de a înființa un post comercial în Singapore. Tratatul de la Singapore a fost semnat la data de 6 februarie 1819.
În anul 1824, un nou tratat cu sultanul a dus la integrarea întregii insule în Imperiul Britanic. În anul 1826, Singapore a devenit parte din Straits Settlements, aflate atunci sub jurisdicția Indiei Britanice. Singapore a devenit capitala regională în anul 1836.
Anterior sosirii lui Raffles, pe insulă locuiau aproximativ o mie de persoane, majoritatea malaezi indigeni și câțiva chinezi. Până în 1860, populația a crescut la peste 80.000 de locuitori, mai mult de jumătate fiind chinezi. Mulți dintre acești primi imigranți au venit să lucreze pe plantațiile de piper și gambir.
În 1867, Straits Settlements au fost separate de India Britanică și au trecut sub controlul direct al Marii Britanii. Mai târziu, în anii 1890, odată cu dezvoltarea industriei cauciucului în Malaya și Singapore, insula a devenit un centru global pentru sortarea și exportul cauciucului.
Singapore nu a fost puternic afectat de Primul Război Mondial (1914–1918), deoarece conflictul nu s-a extins în Asia de Sud-Est. Singurul eveniment semnificativ din acea perioadă a fost Revolta din Singapore din 1915, declanșată de sepoy musulmani din India Britanică, staționați în Singapore.
După ce au auzit zvonuri că urmau să fie trimiși să lupte împotriva Imperiului Otoman, un stat musulman, soldații s-au revoltat, ucigând ofițerii lor și câțiva civili britanici, înainte ca revolta să fie înăbușită de trupe non-musulmane sosite din Johore și Birmania.
După Primul Război Mondial, britanicii au construit marele Bază Navală din Singapore ca parte a strategiei defensive pentru regiune. Anunțată inițial în 1921, construcția bazei a avansat lent până la invazia japoneză din Manciuria în 1931. Costând 60 de milioane de dolari și nefiind complet finalizată până în 1938, baza era totuși cel mai mare doc uscat din lume, al treilea cel mai mare doc plutitor și dispunea de suficiente rezervoare de combustibil pentru a susține întreaga flotă britanică timp de șase luni.
Baza era apărată de tunuri navale grele de 15 inch (380 mm), staționate la Fort Siloso, Fort Canning și Labrador, precum și de un aerodrom al Forțelor Aeriene Regale la Tengah Air Base. Winston Churchill a numit-o „Gibraltarul Estului”, iar în discuțiile militare baza era adesea denumită simplu „Estul Suezului”.
Totuși, Flota Britanică era staționată în Europa, iar britanicii nu își puteau permite să construiască o a doua flotă pentru a-și proteja interesele în Asia. Planul prevedea ca Flota de Acasă să navigheze rapid spre Singapore în caz de urgență. Ca urmare, după izbucnirea celui de-al Doilea Război Mondial în 1939, flota a fost complet ocupată cu apărarea Marii Britanii, lăsând Singapore vulnerabil în fața unei invazii japoneze.

### Ocupația Japoneză

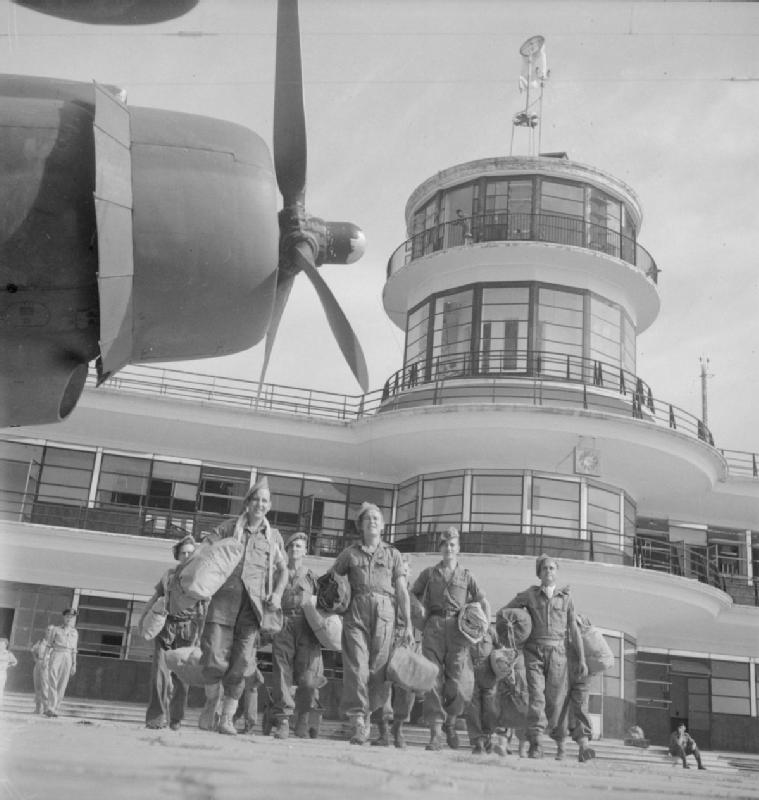
Evacuarea britanică din anul 1945 după capitularea japoneză. Turnul de control al Aeroportului Kallang, situat aproape de oraș, a fost conservat.

În timpul Războiului din Pacific, invazia japoneză a Malaei a culminat cu Bătălia de la Singapore. Când forțele britanice, compuse din 60.000 de soldați, s-au predat pe 15 februarie 1942, prim-ministrul britanic Winston Churchill a numit înfrângerea „cel mai mare dezastru și cea mai mare capitulare din istoria Marii Britanii”. Pierderile britanicilor și ale Imperiului în timpul luptelor pentru Singapore au fost grele, cu un total de aproape 85.000 de militari capturați. Aproximativ 5.000 au fost uciși sau răniți, dintre care majoritatea erau australieni. Pierderile japoneze în timpul luptelor din Singapore s-au ridicat la 1.714 morți și 3.378 răniți. Ocupația urma să devină un punct de cotitură major în istoria mai multor națiuni, inclusiv a Japoniei, Marii Britanii și Singapore. Ziarele japoneze au proclamat triumfător victoria ca fiind decisivă pentru situația generală a războiului. Între 5.000 și 25.000 de persoane de etnie chineză au fost ucise în masacrul Sook Ching care a urmat. Forțele britanice plănuiau să elibereze Singapore în anii 1945/1946; totuși, războiul s-a încheiat înainte ca aceste operațiuni să poată fi realizate.

### Perioada postbelică

Hartă a orașului Singapore din anul 1951.

După capitularea Japoniei în fața Aliaților la 15 august 1945, Singapore a intrat într-o scurtă perioadă de violență și dezordine, caracterizată prin jafuri și asasinate răzbunătoare. Trupele britanice, australiene și indiene, conduse de Lord Louis Mountbatten, au revenit în Singapore pentru a primi capitularea formală a forțelor japoneze din regiune din partea generalului Seishirō Itagaki, în numele generalului Hisaichi Terauchi, la 12 septembrie 1945.
Între timp, Tomoyuki Yamashita a fost judecat de o comisie militară americană pentru crime de război, dar nu pentru cele comise de trupele sale în Malaya sau Singapore. A fost condamnat și executat prin spânzurare în Filipine pe 23 februarie 1946.
O mare parte din infrastructura din Singapore fusese distrusă în timpul războiului, inclusiv instalațiile necesare pentru furnizarea utilităților. Criza de alimente a dus la Malnutriție, boli și o creștere a criminalității și violenței. O serie de greve din anul 1947 au provocat opriri masive ale transportului public și altor servicii. Totuși, până la sfârșitul anului 1947, economia a început să se redreseze, stimulată de cererea internațională în creștere pentru Staniu și Cauciuc.
Eșecul Marii Britanii de a-și apăra cu succes colonia împotriva japonezilor a schimbat imaginea acesteia în ochii singaporezilor. Administrația Militară Britanică s-a încheiat la 1 aprilie 1946, iar Singapore a devenit o Colonie a Coroanei separată. În iulie 1947 au fost înființate Consilii Executive și Legislative separate, iar alegerile pentru șase membri ai Consiliului Legislativ au fost programate pentru anul următor.
În anii 1950, comuniștii chinezi, cu legături puternice cu sindicatele și școlile chineze, au dus un război de gherilă împotriva guvernului, ceea ce a condus la perioada cunoscută drept „Urgența Malayeziană”. Revoltele din anul 1954 împotriva serviciului militar obligatoriu, revolta autobuzelor Hock Lee și revoltele din școlile chineze din Singapore au fost toate legate de aceste evenimente.
David Marshall, lider pro-independență al Frontului Muncii, a câștigat primele alegeri generale din Singapore în 1955. Acesta a condus o delegație la Londra, unde Marea Britanie i-a respins cererea de autonomie completă. Marshall a demisionat și a fost înlocuit de Lim Yew Hock în 1956. După noi negocieri, Marea Britanie a fost de acord să acorde Singapore autonomie internă completă pentru toate aspectele, cu excepția apărării și afacerilor externe, la 3 iunie 1959.
Cu câteva zile înainte, la alegerile din 30 mai 1959, Partidul Acțiunii Populare (PAP) a obținut o victorie zdrobitoare. Guvernatorul Sir William Allmond Codrington Goode a devenit primul Yang di-Pertuan Negara (Șef de Stat).

### În Malaezia
Liderii Partidului Acțiunii Populare (PAP) credeau că viitorul Singapore-ului era legat de Malaya, datorită legăturilor strânse dintre cele două. Se considera că reunificarea cu Malaya ar aduce beneficii economice prin crearea unei piețe comune, reducând astfel problemele de șomaj din Singapore. Totuși, o facțiune considerabilă de stânga din cadrul PAP s-a opus vehement fuziunii, temându-se de pierderea influenței, și a format Barisan Sosialis după ce a fost exclusă din PAP.

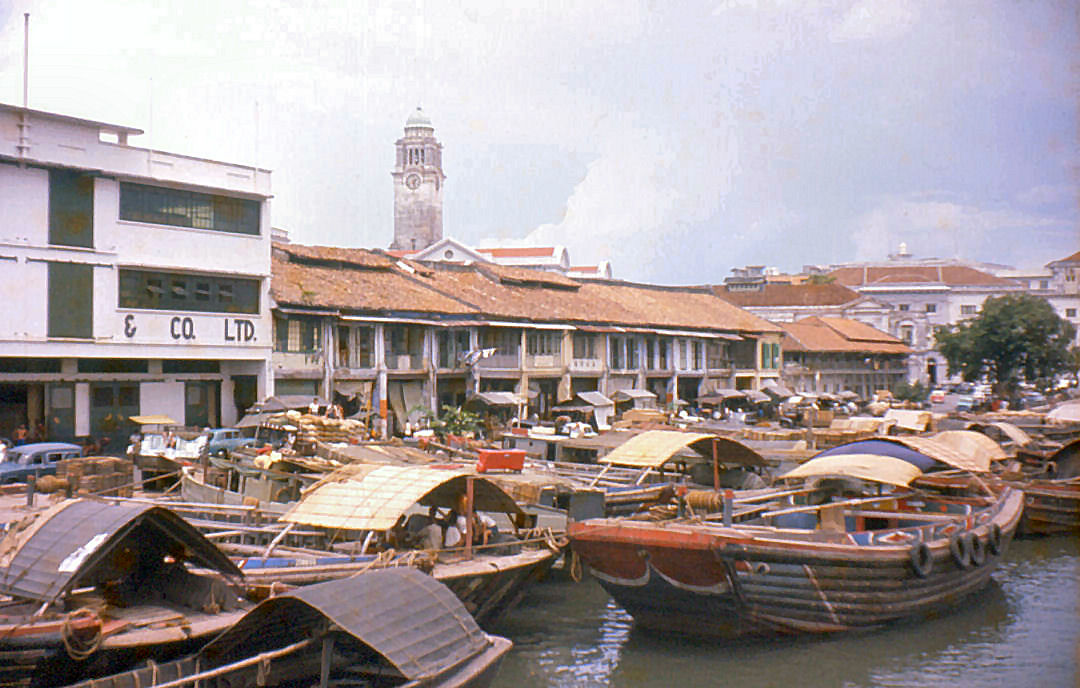
Singapore a prosperat ca un port de tranzit. În anii 1960, bumboat-urile erau folosite pentru a transporta mărfuri și provizii între navele aflate în larg și râul Singapore.

Partidul de guvernământ din Malaya,United Malays National Organisation (UMNO), era ferm anticomunist, fiind suspectat că ar sprijini facțiunile non-comuniste ale PAP. Inițial, UMNO a privit cu scepticism ideea fuziunii din cauza neîncrederii în guvernul PAP și a temerii că populația numeroasă de etnie chineză din Singapore ar putea schimba echilibrul rasial pe care se baza puterea politică din Malaya. Totuși, teama comună de o preluare comunistă a făcut ca UMNO să devină favorabilă fuziunii.
La 27 mai 1961, premierul Malayei, Tunku Abdul Rahman, a făcut o propunere surprinzătoare privind formarea unei noi Federații numite Malaysia, care urma să unească actualele și fostele posesiuni britanice din regiune: Federația Malayei, Singapore, Brunei, Borneo de Nord și Sarawak. Liderii UMNO considerau că populația suplimentară de malayezi din teritoriile borneene va echilibra populația chineză din Singapore.
Guvernul britanic, la rândul său, credea că această fuziune ar preveni transformarea Singapore-ului într-un refugiu pentru Comunism. Pentru a obține un mandat privind fuziunea, PAP a organizat un referendum care oferea opțiuni pentru diferite condiții ale fuziunii cu Malaysia, dar nu permitea respingerea fuziunii în întregime. La 16 septembrie 1963, Singapore s-a alăturat Malayei, Borneoului de Nord și Sarawakului pentru a forma noua Federație a Malaysiei, conform termenilor Acordului Malaysia. Conform acestui acord, Singapore avea un nivel relativ ridicat de autonomie în comparație cu celelalte state ale Malaysiei.
Indonezia s-a opus formării Malaysiei din cauza propriilor revendicări asupra Borneo și a lansat Konfrontasi („Confruntarea” în indoneziană) ca răspuns. La data de 10 martie 1965, o bombă plasată de sabotori indonezieni pe un etaj mezanin al clădirii MacDonald House a explodat, ucigând trei persoane și rănind alte 33. A fost cel mai grav incident dintre cele cel puțin 42 de atacuri cu bombă care au avut loc în timpul confruntării.
Doi membri ai Corpului de Marină indonezian, Osman bin Haji Mohamed Ali și Harun bin Said, au fost condamnați și executați pentru acest act. Explozia a cauzat pagube în valoare de 250.000 USD (echivalentul a 2.417.107 USD în 2023) clădirii MacDonald House.
Chiar și după fuziune, guvernul din Singapore și guvernul central al Malaysiei au avut numeroase dezacorduri politice și economice. În ciuda unui acord privind înființarea unei piețe comune, Singapore a continuat să se confrunte cu restricții comerciale impuse de restul Malaysiei. Drept represalii, Singapore nu a extins integral împrumuturile promise pentru dezvoltarea economică a statelor Sabah și Sarawak. Negocierile au eșuat rapid, iar discursurile și scrierile abuzive au devenit frecvente de ambele părți, conducând la tensiuni etnice care au culminat cu revoltele rasiale din 1964.
La 7 august 1965, prim-ministrul Malaysiei, Tunku Abdul Rahman, văzând că nu există altă soluție pentru a evita vărsarea de sânge (cu ajutorul unor negocieri secrete ale liderilor PAP, dezvăluite în 2015), a recomandat Parlamentului Malaysiei să voteze expulzarea Singapore-ului.
La 9 august 1965, Parlamentul Malaysiei a votat cu 126 la 0 pentru adoptarea unui proiect de lege care modifica constituția și expulza Singapore din Malaysia, ceea ce a transformat Singapore într-un stat independent nou-format.

### Republica Singapore

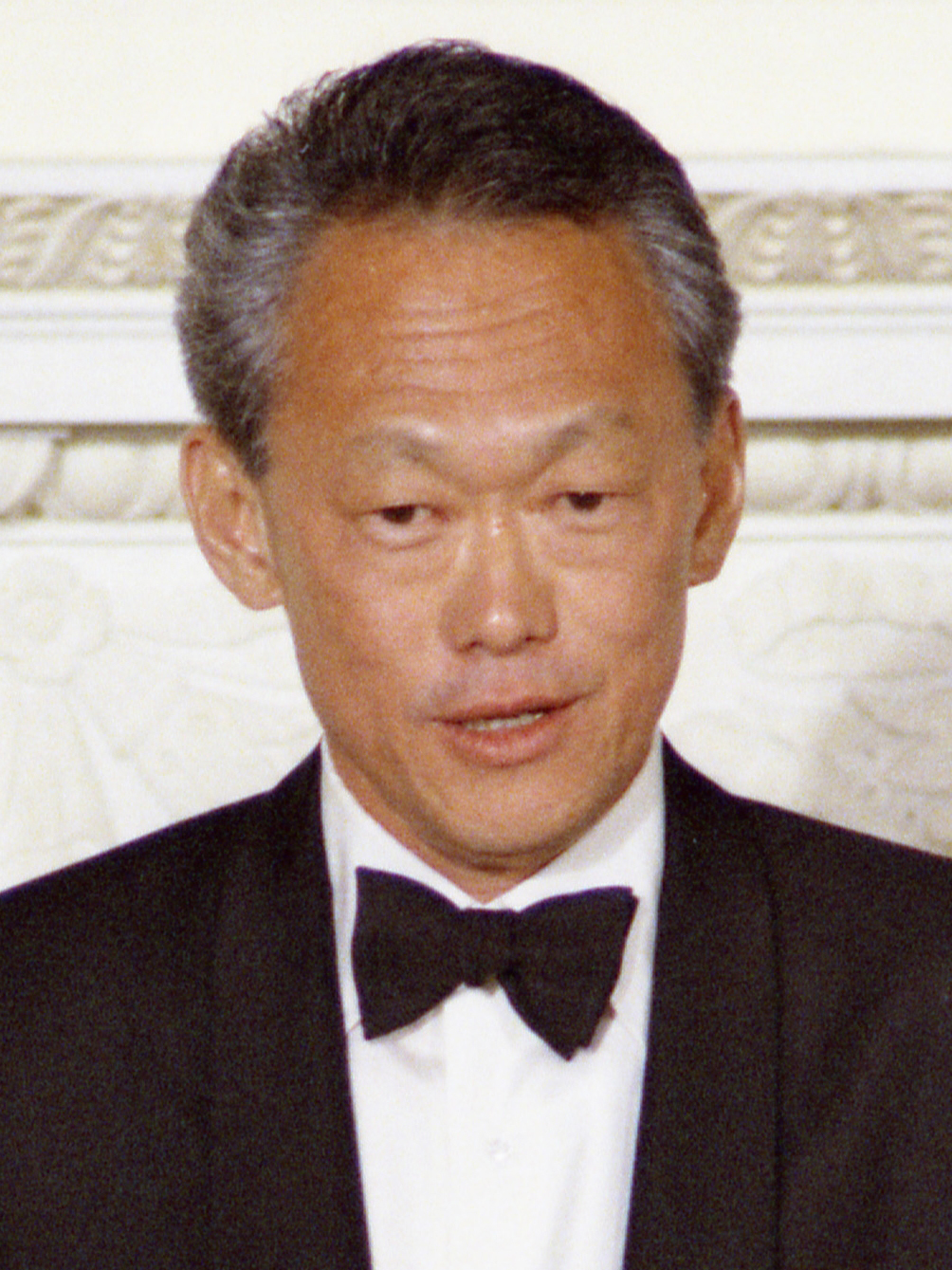
Lee Kuan Yew, primul prim-ministru al Singapore.

După expulzarea din Malaysia, Singapore a devenit independent sub numele de Republica Singapore la 9 august 1965, cu Lee Kuan Yew ca prim-ministru și Yusof bin Ishak ca prim președinte al țării. În 1967, Singapore a co-fondat Asociația Națiunilor din Asia de Sud-Est (ASEAN). În 1969 au izbucnit din nou revolte rasiale.
Accentul pus de Lee Kuan Yew pe creșterea economică rapidă, sprijinirea antreprenoriatului și limitarea democrației interne a modelat politicile Singapore pentru următoarele cinci decenii. Creșterea economică a continuat pe tot parcursul anilor 1980, rata șomajului scăzând la 3%, iar creșterea reală a PIB-ului înregistrând în medie aproximativ 8% până în 1999. În anii 1980, Singapore a început să se orienteze către industrii de înaltă tehnologie, cum ar fi sectorul fabricării de plachete semiconductoare, pentru a rămâne competitiv pe măsură ce țările vecine începeau să producă la costuri mai mici. Aeroportul Changi din Singapore a fost inaugurat în 1981, iar Singapore Airlines a fost înființată. Portul Singapore a devenit unul dintre cele mai aglomerate porturi din lume, iar sectoarele serviciilor și turismului au cunoscut o creștere impresionantă în această perioadă.
Partidul Acțiunii Populare (PAP) a rămas la putere de la obținerea independenței. Unii activiști și politicieni din opoziție consideră că reglementarea strictă a activităților politice și media de către guvern reprezintă o încălcare a drepturilor politice. Ca răspuns, au avut loc câteva schimbări politice semnificative, cum ar fi introducerea în 1984 a membrilor parlamentari non-circumscripționali, care permitea numirea în parlament a până la trei candidați din opoziție care au pierdut alegerile. În anul 1988 au fost introduse circumscripțiile de reprezentare grupată (GRC) pentru a asigura reprezentarea minorităților în parlament. În anul 1990 au fost introduși membrii parlamentari nominalizați, care nu sunt aleși și nu sunt afiliați politic. Constituția a fost modificată în 1991 pentru a prevedea un președinte ales care are drept de veto asupra utilizării rezervelor financiare și asupra unor numiri publice.
În 1990, Goh Chok Tong l-a succedat pe Lee Kuan Yew și a devenit al doilea prim-ministru al Singapore-ului. În timpul mandatului său, țara a trecut prin criza financiară asiatică din 1997 și epidemia SARS din 2003. În 2004, Lee Hsien Loong, fiul cel mare al lui Lee Kuan Yew, a devenit al treilea prim-ministru. Mandatul său a inclus criza financiară globală din 2007–2008, rezolvarea unei dispute privind dreptul de proprietate asupra terenului stației feroviare Tanjong Pagar între Singapore și Malaysia, inaugurarea celor două stațiuni integrate (Marina Bay Sands și Resorts World Sentosa) și gestionarea pandemiei de COVID-19.
PAP a înregistrat cele mai slabe rezultate electorale din istoria sa în 2011, obținând doar 60% din voturi, pe fondul dezbaterilor privind afluxul de lucrători străini și costul ridicat al vieții. La 23 martie 2015, Lee Kuan Yew a decedat, iar țara a intrat într-o perioadă de doliu național de o săptămână. Ulterior, PAP și-a recăpătat dominația în Parlament prin alegerile generale din septembrie, obținând 69,9% din voturi, deși acest rezultat a rămas sub cele 75,3% din 2001 și 86,7% din 1968.
Alegerile din iulie 2020 au consemnat o scădere la 61% a voturilor pentru PAP, în timp ce Partidul Muncitorilor a câștigat 10 din cele 93 de locuri, cel mai mare număr obținut vreodată de un alt partid. La 15 mai 2024, Lawrence Wong a devenit al patrulea prim-ministru al Singapore-ului, fiind primul prim-ministru născut după obținerea independenței.

## Guvern și Politică

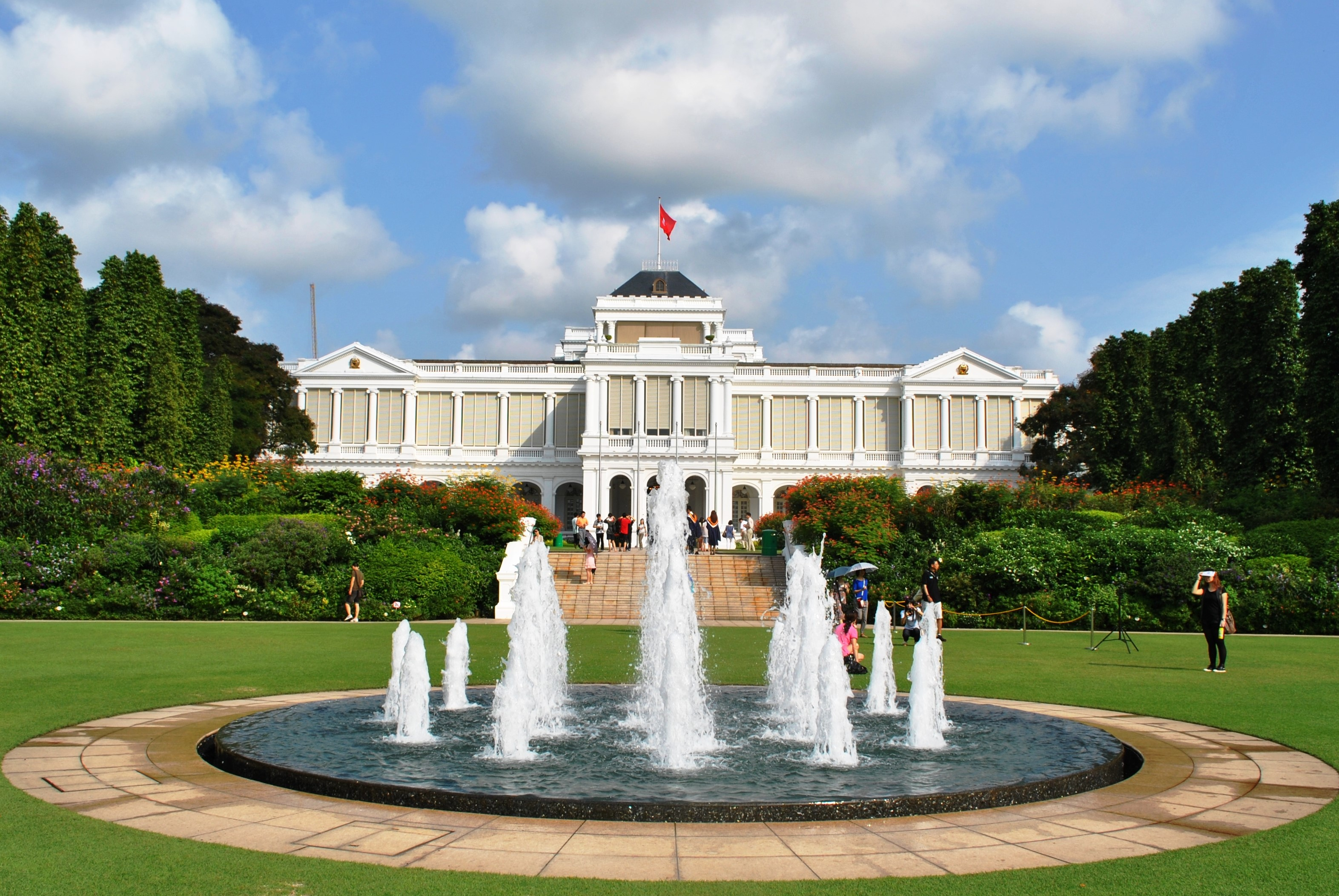
Istana este reședința oficială și biroul președintelui, precum și biroul de lucru al prim-ministrului.

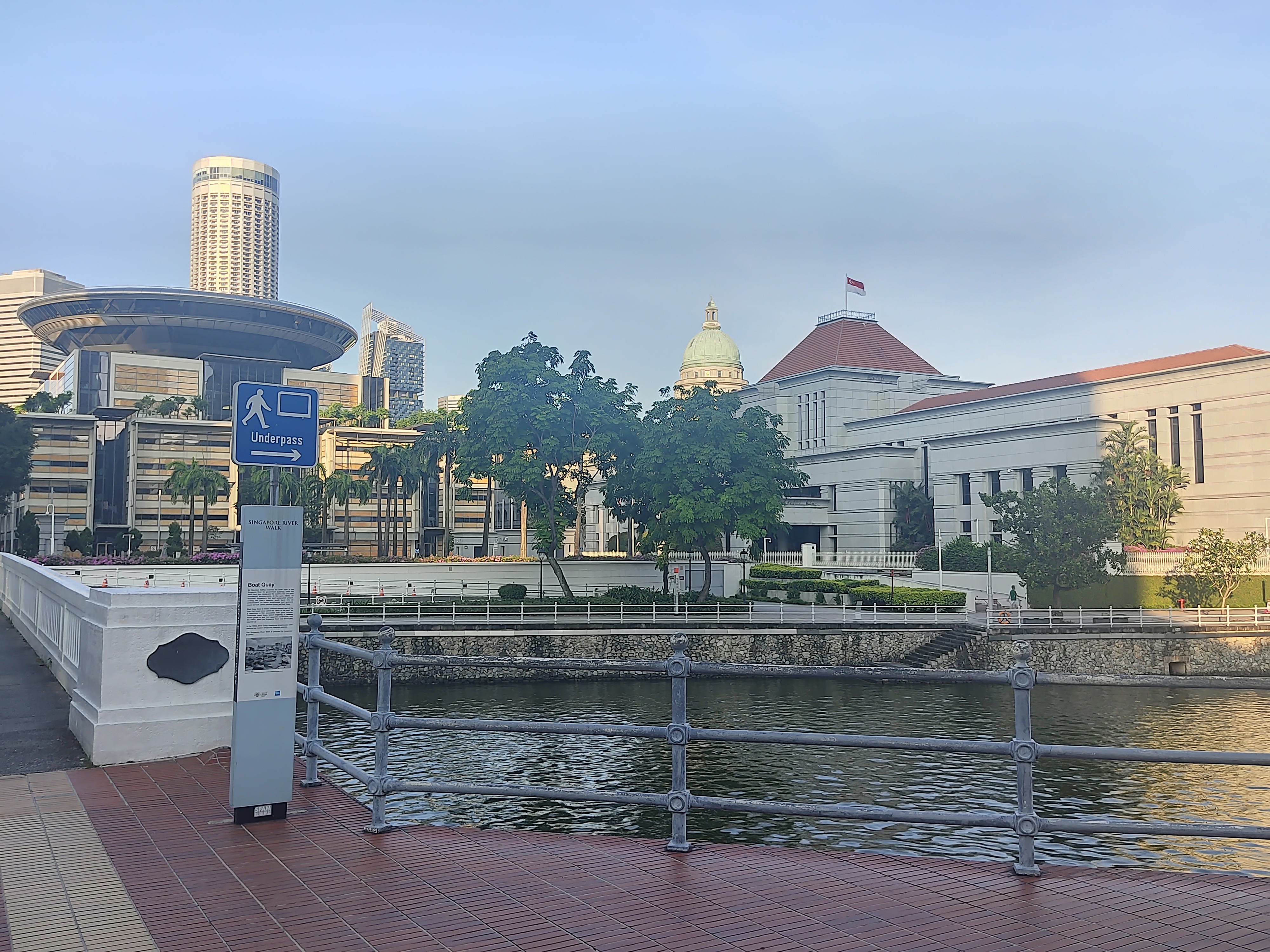
Curtea Supremă (stânga) și Clădirea Parlamentului (dreapta), unde se întrunește Parlamentul din Singapore

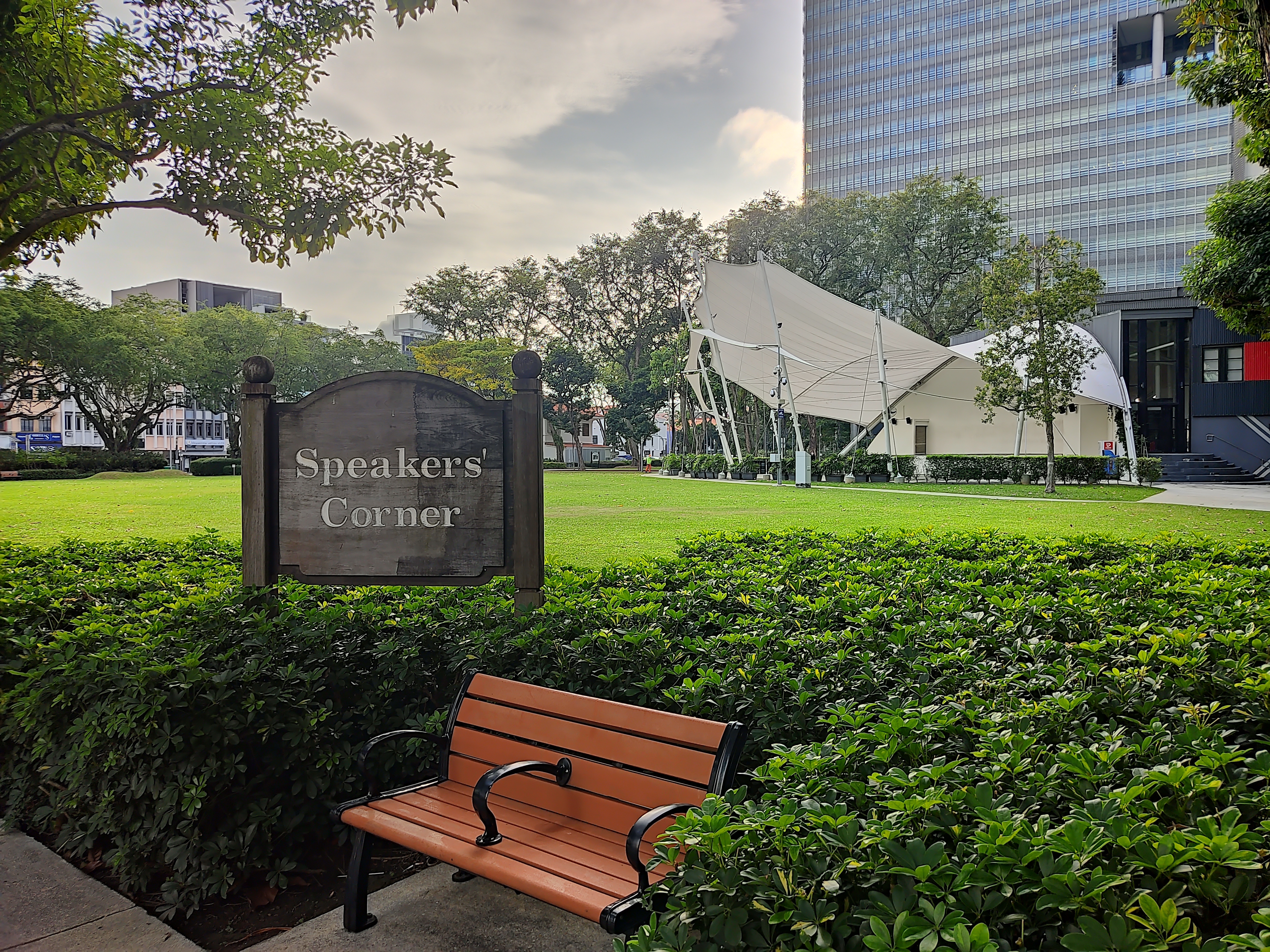
Speakers' Corner din parcul Hong Lim oferă o zonă publică pentru demonstrații, care sunt adesea restricționate în alte părți ale țării.

Singapore este o republică parlamentară bazată pe sistemul Westminster. Constituția Singapore reprezintă legea supremă a țării și stabilește structura și responsabilitățile guvernării. Președintele este șeful statului.
Guvernarea din Singapore este împărțită în trei ramuri:
- Executivul: Executivul este format din cabinet, condus de prim-ministru, și din Chambers of the Attorney General (Camerile Avocatului General), conduse de Avocatul General. Cabinetul este colectiv responsabil pentru toate politicile guvernamentale și pentru administrarea zilnică a afacerilor statului. Este compus în mod obișnuit din membri ai Parlamentului din Singapore. Prim-ministrul este numit de Președinte, iar miniștrii din cabinet și avocatul general sunt numiți de președinte, la recomandarea și cu consimțământul prim-ministrului. Prim-ministrul este șeful efectiv al ramurii executive a guvernului.[91][92][93]
- Legislativul: Parlamentul din Singapore este unicameral și, împreună cu președintele, formează legislativul. Membrii Parlamentului (MP) includ membri aleși, neconstituenți și nominalizați. Majoritatea deputaților sunt aleși în parlament prin alegeri generale. Parlamentul din Singapore este colectiv responsabil pentru adoptarea legilor care guvernează statul. Președintele deține puteri limitate de control asupra guvernului, iar puterile sale de veto sunt supuse anulării de către parlament.[94]
- Judecătoria: Funcția sistemului judiciar este de a administra justiția în mod independent și este condusă de Președintele Curții Supreme (Chief Justice). Judecătorii și comisarii judiciari sunt numiți de președinte la recomandarea prim-ministrului. Curtea Supremă și Curțile de Stat soluționează litigiile civile între persoane, condamnă sau achită persoanele acuzate în procese penale și interpretează legile pentru a decide asupra constituționalității acestora. Orice lege sau dispoziție a unei legi considerată neconstituțională poate fi anulată de Curtea Supremă.[95]

Președintele este ales direct prin vot popular pentru un mandat de șase ani, care poate fi reînnoit. Cerințele pentru această funcție, stabilite de guvernul PAP, sunt extrem de stricte, astfel încât doar un număr foarte mic de persoane se califică pentru a candida. Aceste criterii includ ca un candidat să aibă cel puțin 45 de ani, să nu mai fie membru al unui partid politic, să fi deținut o funcție publică timp de cel puțin 3 ani în anumite roluri de conducere din sectorul public sau să aibă 3 ani de experiență ca director executiv al unei companii private profitabile cu cel puțin 500 de milioane de dolari singaporezi în capitaluri proprii ale acționarilor, să fie rezident în Singapore timp de cel puțin 10 ani, să nu aibă cazier și altele. De asemenea, candidații trebuie să „convingă” Comitetul Electoral Prezidențial (PEC) că sunt persoane cu integritate, caracter bun și reputație.
Începând cu 2017, Constituția impune ca alegerile prezidențiale să fie „rezervate” pentru o comunitate rasială dacă nimeni din acel grup etnic nu a fost ales președinte în ultimele cinci mandate. Doar membrii acelei comunități pot candida în astfel de alegeri prezidențiale rezervate. În alegerile prezidențiale din 2017, această combinație de cerințe stricte și alegeri rezervate pentru candidații din grupul etnic malay, care reprezintă 13% din populație, a dus la aprobarea de către PEC a unui singur candidat pentru președinție: Halimah Yacob, considerată parte a comunității malay, care a câștigat alegerile fără a avea contracandidați. Ea a devenit, de asemenea, prima femeie președinte a Singapore.
Membrii Parlamentului (MP) sunt aleși cel puțin o dată la cinci ani (sau mai devreme, în cazul unor alegeri anticipate). Actualul Parlament, al 14-lea, are 103 membri: 93 au fost aleși direct din 31 de circumscripții, nouă sunt membri nominalizați, apolitici, numiți de președinte, iar trei sunt membri din opoziție, care nu au fost aleși în ultimele alegeri generale, dar au fost numiți pentru a crește reprezentarea opoziției. În circumscripțiile de reprezentare grupală (GRC), partidele politice formează echipe de candidați pentru a concura în alegeri. Cel puțin un membru al Parlamentului dintr-o GRC trebuie să fie dintr-o minoritate etnică. Toate alegerile se desfășoară pe baza sistemului de vot majoritar simplu. Parlamentarii organizează săptămânal întâlniri politice, denumite „Sesiuni de întâlnire cu oamenii”, unde ajută cetățenii să rezolve probleme personale legate de locuințe, asistență financiară și imigrație.
Partidul Acțiunii Populare (PAP) ocupă o poziție dominantă în politica din Singapore, câștigând majorități parlamentare mari la fiecare alegere de la obținerea autoguvernării în 1959. PAP, care se descrie ca fiind pragmatic, are o ideologie sincretică ce combină principiile pieței libere, naționalismul civil și welfarismul. Deși a instituit restricții asupra libertăților civile, Singapore, sub conducerea PAP, a cunoscut o creștere economică constantă și o stabilitate politică. Cel mai bine reprezentat și popular partid de opoziție este Partidul Muncitorilor, de centru-stânga, care deține 8 locuri în Parlament.
Hegemonia de lungă durată a Partidului Acțiunii Populare a determinat ca Singapore să fie descris de academicieni drept o democrație iliberală sau un stat semi-autoritativ, în care PAP se confruntă cu puțină sau deloc competiție politică viabilă. Procesul democratic multipartit al Singapore a fost descris ca „minimal” în comparație cu accentul statului pe dezvoltarea economică și ordinea socială. Potrivit profesorului Gordon P. Means, Singapore a reinventat sistemul colonial „binevoitor”, dar „puternic autoritar” moștenit de la britanici, în loc să creeze o democrație completă. O ideologie conservatoare a „valorilor asiatice” a evoluat pentru a înlocui conducerea britanică, bazată pe „loialitate comunală, neîncredere în guvern și evitarea responsabilității individuale sau colective pentru interesele publice mai largi”, cu mai puțin accent pe drepturile omului în sensul occidental. Acest lucru a contribuit la cultura politică a Singapore, dominată de ierarhii orientate spre statut, dedicate dezvoltării economice.
Sistemul judiciar se bazează pe dreptul comun englez, continuând tradiția juridică stabilită în timpul stăpânirii britanice, cu diferențe locale semnificative. Dreptul penal se bazează pe Codul Penal Indian, adoptat inițial pentru India britanică, și rămâne baza codului penal al țării, cu câteva excepții și modificări. Procesul cu jurați a fost abolit în 1970. Singapore este cunoscut pentru legile sale stricte și pozițiile conservatoare privind criminalitatea; pedepsele corporale (prin lovituri cu bastonul) și pedeapsa capitală (prin spânzurare) sunt menținute și utilizate frecvent.
Dreptul la libertatea de exprimare și asociere este garantat de Articolul 14(1) din Constituția Singapore, deși există dispoziții în subsecțiunea următoare care le reglementează. Guvernul a restricționat libertatea de exprimare, libertatea presei, precum și unele drepturi civile și politice. În 2023, Singapore a fost clasată pe locul 129 din 180 de națiuni în Indexul Libertății Presei al organizației Reporteri Fără Frontiere. Freedom House clasifică Singapore drept „parțial liber” în raportul său „Libertatea în lume”, iar Economist Intelligence Unit clasifică Singapore ca o „democrație defectuoasă”. Adunările publice de cinci sau mai multe persoane necesită permise de la poliție, iar protestele pot avea loc legal doar la „Colțul Oratorilor”.
În Indexul Percepției Corupției, Singapore este în mod constant clasată drept una dintre țările cu cele mai scăzute niveluri de corupție din lume, în ciuda caracterului său iliberal. Combinația unică a unui guvern puternic, autoritar, dar orientat spre meritocrație este cunoscută drept „modelul Singapore” și este considerată un factor-cheie pentru stabilitatea politică, creșterea economică și ordinea socială armonioasă a țării.

### Relații Internaționale

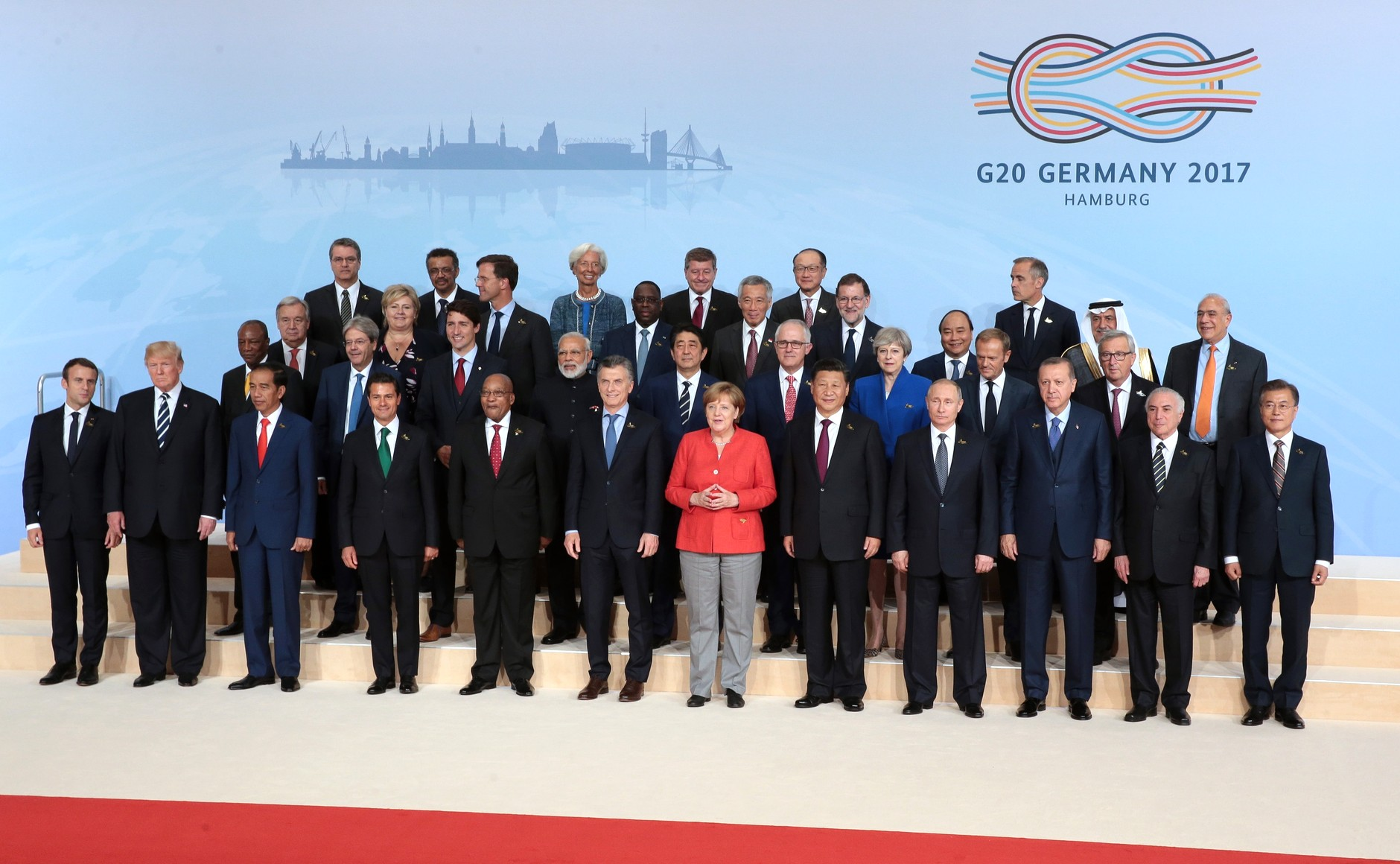
Prim-ministrul Lee Hsien Loong la reuniunea G20 din 2017 din Germania. Din anul 2010, Singapore a fost adesea invitată să participe la procesele G20.

Prioritatea declarată a politicii externe a Singapore este menținerea securității în Asia de Sud-Est și în teritoriile învecinate. Un principiu de bază îl reprezintă stabilitatea politică și economică a regiunii. Singapore are relații diplomatice cu peste 180 de state suverane.
Fiind unul dintre cei cinci membri fondatori ai ASEAN, Singapore sprijină ferm Zona de Liber Schimb ASEAN (AFTA) și Zona de Investiții ASEAN (AIA); de asemenea, găzduiește Secretariatul APEC. Singapore este un membru fondator al Forumului Statelor Mici (FOSS), o grupare voluntară și informală în cadrul ONU.
Singapore este membru și al altor organizații regionale, precum Reuniunea Asia–Europa (ASEM), Forumul pentru Cooperare Asia–America Latină, Asociația pentru Zona Oceanului Indian și Summitul Asia de Est. De asemenea, este membru al Mișcării de Nealiniere, al Națiunilor Unite și al Commonwealth-ului. Deși nu este un membru oficial al G20, Singapore a fost invitat să participe la procesele G20 în majoritatea anilor începând din 2010. Singapore găzduiește, de asemenea, Secretariatul Consiliului de Cooperare Economică Pacifică (PECC).
În general, relațiile bilaterale cu ceilalți membri ASEAN sunt solide; totuși, au apărut neînțelegeri, iar relațiile cu vecinii Malaezia și Indonezia au fost uneori tensionate. Singapore și Malaezia au avut conflicte privind livrarea de apă proaspătă către Singapore și accesul Forțelor Armate Singapore la spațiul aerian malaezian. Există, de asemenea, probleme de frontieră cu Malaysia și Indonezia, iar ambele au interzis vânzarea de nisip marin către Singapore din cauza disputelor legate de extinderea teritorială a Singapore. Unele conflicte anterioare, precum disputa Pedra Branca, au fost rezolvate de Curtea Internațională de Justiție. Pirateria în Strâmtoarea Malacca a reprezentat o preocupare pentru toate cele trei țări. Relațiile economice sunt strânse cu Brunei, iar cele două țări împărtășesc o valoare fixă a monedei printr-un Acord de Interșanjabilitate Monetară, care face ca bancnotele și monedele din dolarul din Brunei și cel singaporez să fie mijloace legale de plată în ambele țări.
Primul contact diplomatic cu China a avut loc în anii 1970, iar relațiile diplomatice complete au fost stabilite în anii 1990. Din 2013, China a devenit cel mai mare partener comercial al Singapore, depășind Malaysia. Singapore și Statele Unite au o relație apropiată de lungă durată, în special în domeniile apărării, economiei, sănătății și educației. De asemenea, Singapore a intensificat cooperarea cu membrii ASEAN și China pentru consolidarea securității regionale și combaterea terorismului, participând în 2018 la primul exercițiu maritim comun al ASEAN cu China. A oferit, de asemenea, sprijin coaliției conduse de SUA pentru combaterea terorismului, prin inițiative bilaterale de contraterorism și contracarare a proliferării, precum și prin exerciții militare comune.
Fiind una dintre puținele țări cu relații diplomatice atât cu Statele Unite, cât și cu Coreea de Nord, Singapore a găzduit, în iunie 2018, un summit istoric între președintele american Donald Trump și liderul nord-coreean Kim Jong-un, prima întâlnire dintre liderii în funcție ai celor două națiuni. De asemenea, în 2015, Singapore a găzduit întâlnirea Ma–Xi, prima întâlnire între liderii politici de pe cele două maluri ale Strâmtorii Taiwan de la sfârșitul Războiului Civil Chinez din 1950.

### Armata

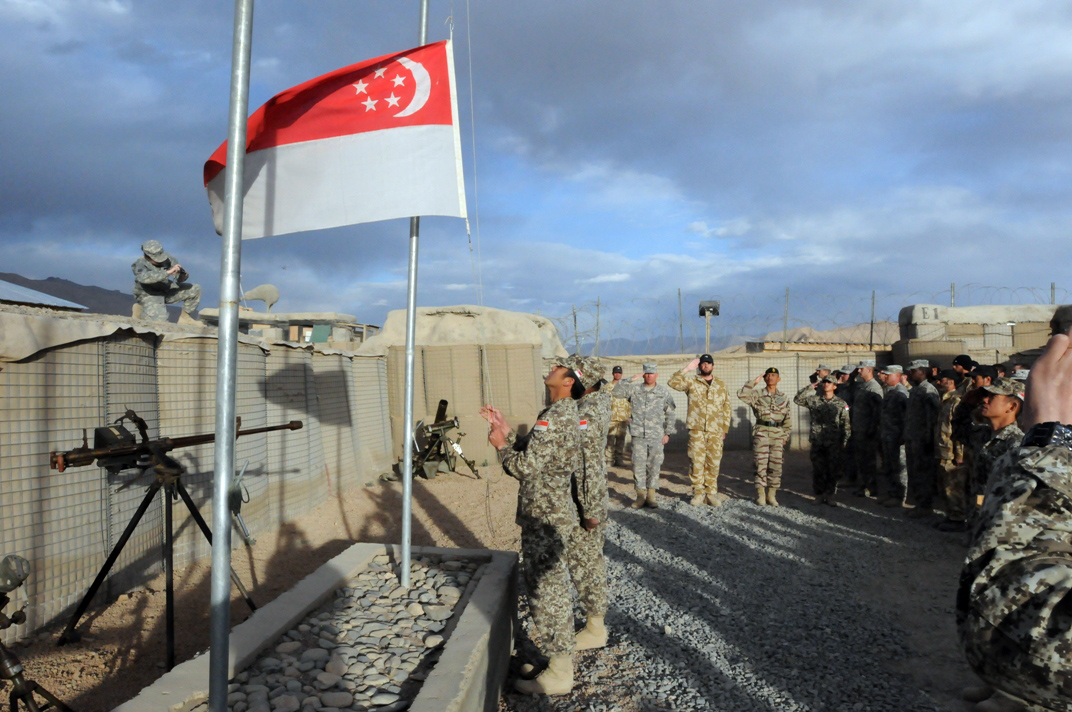
În anul 2007, personal militar din Forțele Armate ale Singapore a fost desfășurat în Afganistan ca parte a unei coaliții multinaționale.

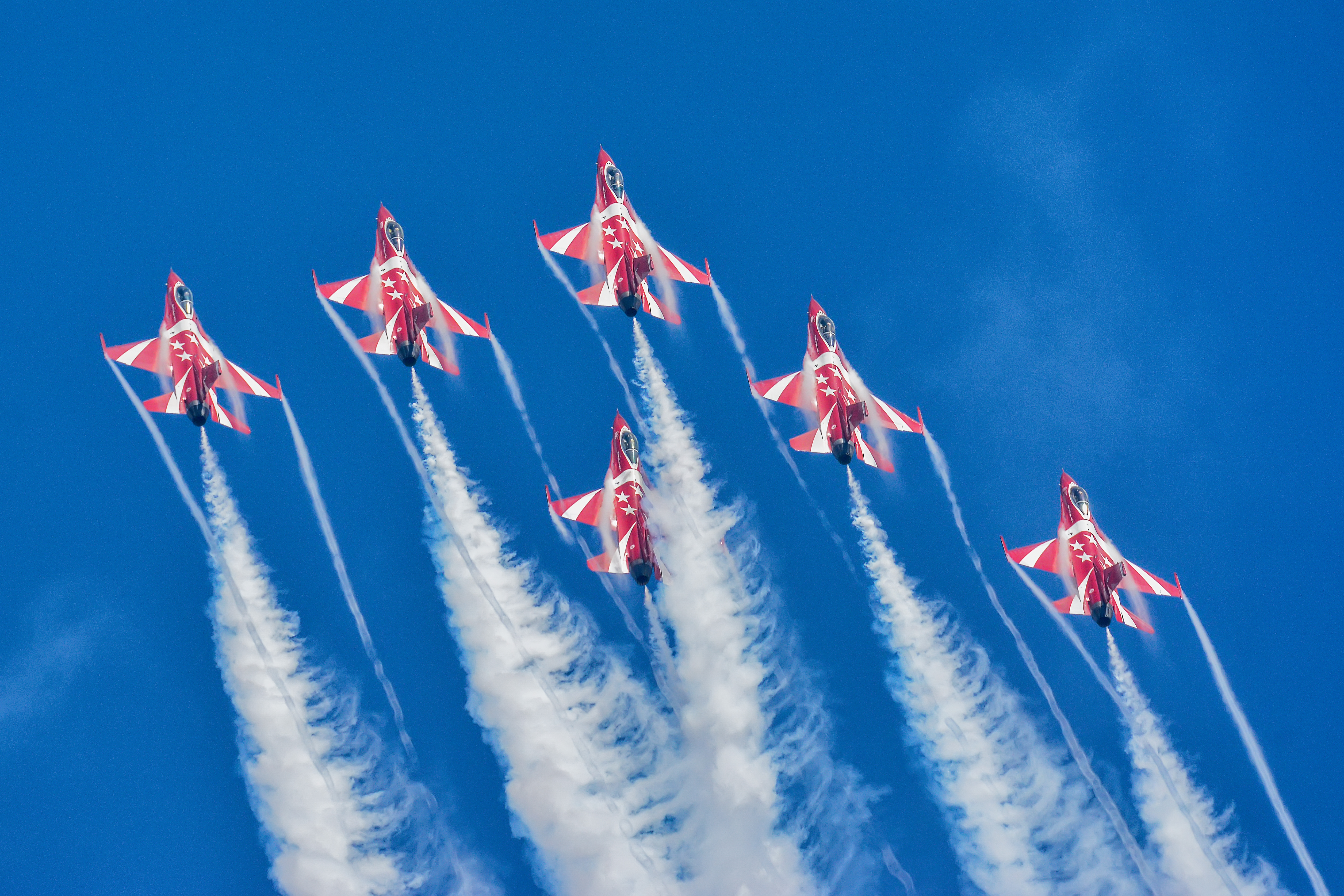
Cavalerii Negri ai Forțelor Aeriene ale Republicii Singapore evoluează la Singapore Air Show.

Armata din Singapore, considerată cea mai avansată tehnologic din Asia de Sud-Est, include Forțele Terestre, Marina, Forțele Aeriene și Serviciul Digital și de Informații. Este percepută ca fiind garantul independenței țării, această idee fiind integrată în cultura singaporeză, implicând toți cetățenii în apărarea națională. În 2024, guvernul a cheltuit 2,7% din PIB-ul țării pentru sectorul militar, cel mai mare procent din regiune.
După obținerea independenței, Singapore dispunea doar de două regimente de infanterie comandate de ofițeri britanici. Considerată prea mică pentru a oferi securitate eficientă noii țări, dezvoltarea forțelor militare a devenit o prioritate. În plus, în octombrie 1971, Marea Britanie și-a retras trupele din Singapore, lăsând în urmă doar o mică forță simbolică britanică, australiană și neozeelandeză. Un sprijin semnificativ inițial a venit din partea Israelului, o țară nerecunoscută de vecinii cu majoritate musulmană ai Singapore, Malaezia și Indonezia. Comandanții Forțelor de Apărare ale Israelului (IDF) au fost însărcinați de guvernul din Singapore să creeze Forțele Armate Singapore (SAF) de la zero, iar instructori israelieni au fost aduși pentru a antrena soldații singaporezi. Cursurile militare au fost organizate conform modelului IDF, iar Singapore a adoptat un sistem de conscripție și serviciu de rezervă bazat pe modelul israelian. Singapore menține legături de securitate puternice cu Israelul și este unul dintre cei mai mari cumpărători de arme și sisteme de armament israeliene, un exemplu recent fiind arma anti-tanc MATADOR.
Forțele Armate Singapore sunt dezvoltate pentru a răspunde unei game largi de probleme, atât în războiul convențional, cât și în cel neconvențional. Agenția pentru Știință și Tehnologie în Apărare (DSTA) este responsabilă de achiziționarea resurselor pentru armată. Restricțiile geografice ale Singapore înseamnă că SAF trebuie să planifice respingerea completă a unui atac, deoarece nu pot să se retragă și să se regrupeze. Dimensiunea mică a populației a influențat și designul SAF, care include o forță activă mică și un număr mare de rezerviști. Singapore impune conscripția pentru toți bărbații apți la vârsta de 18 ani, cu excepția celor cu antecedente penale sau care pot demonstra că pierderea lor ar provoca dificultăți familiilor lor. Cei care nu au terminat încă educația preuniversitară, au primit burse de la Comisia pentru Servicii Publice sau urmează o diplomă medicală locală pot amâna recrutarea. Deși nu sunt obligate să efectueze serviciul militar, numărul femeilor în SAF este în creștere; din 1989, li s-a permis să ocupe funcții militare rezervate anterior bărbaților. Înainte de a fi repartizați într-o ramură specifică a forțelor armate, recruții urmează cel puțin nouă săptămâni de antrenament militar de bază.
Datorită lipsei de teren deschis pe insula principală, antrenamentele care implică trageri reale sau război amfibiu se desfășoară adesea pe insule mai mici, în general interzise accesului civililor. Totuși, exercițiile de mare amploare, considerate prea periculoase pentru a fi efectuate în țară, sunt organizate în alte state, precum Brunei, Indonezia, Thailanda și Statele Unite. În general, exerciții militare cu forțe străine sunt organizate o dată sau de două ori pe săptămână. Din cauza limitărilor de spațiu aerian și terestru, Forțele Aeriene ale Republicii Singapore (RSAF) mențin baze în străinătate, în Australia, Statele Unite și Franța. Escadrila 130 a RSAF este staționată la Baza RAAF Pearce, Australia de Vest, iar Escadrila 126 se află la Centrul de Aviație Militară Oakey, Queensland. RSAF are o escadrilă – Escadrila 150 – staționată la Baza Aeriană Cazaux, în sudul Franței. Detașamentele RSAF din SUA includ baze în Arizona (Luke și Marana), Idaho (Mountain Home) și Guam (Andersen).
SAF a trimis forțe pentru a participa la operațiuni în afara țării, în zone precum Irak și Afganistan, atât în roluri militare, cât și civile. În regiune, au contribuit la stabilizarea Timorului de Est și au oferit ajutor în Aceh, Indonezia, după cutremurul și tsunamiul din Oceanul Indian din 2004. Din 2009, Marina Republicii Singapore (RSN) a desfășurat nave în Golful Aden pentru a sprijini eforturile de combatere a pirateriei ca parte a Task Force 151. SAF a ajutat, de asemenea, în eforturile de salvare în timpul uraganului Katrina și al taifunului Haiyan. Singapore face parte din Aranjamentele de Apărare în Cinci Puteri (FPDA), o alianță militară cu Australia, Malaezia, Noua Zeelandă și Regatul Unit. Potrivit Indexului Global al Păcii din 2024, Singapore este a 5-a cea mai pașnică țară din lume.

### Drepturile omului
Pedeapsa capitală este o sancțiune legală și aplicată în Singapore. Țara este una dintre cele patru din lumea dezvoltată care menține pedeapsa cu moartea, alături de Statele Unite ale Americii, Japonia și Taiwan. În special, utilizarea acesteia împotriva traficului de droguri a fost o sursă de controversă cu organizații neguvernamentale precum Amnesty International și Human Rights Watch. Guvernul a răspuns afirmând că nu are „nicio îndoială” că aceasta este politica corectă, susținând că există „dovezi clare” ale unui efect puternic de descurajare și că legea trebuie privită în contextul mai larg al „salvării de vieți”, în special ale cetățenilor. În 2004, Amnesty International a afirmat că unele prevederi legale ale sistemului singaporez pentru pedeapsa cu moartea intră în conflict cu „dreptul de a fi prezumat nevinovat până la dovedirea vinovăției”. Guvernul a contestat afirmațiile Amnesty, declarând că „poziția lor privind abolirea pedepsei cu moartea nu este deloc unanim acceptată la nivel internațional” și că raportul conține „erori grave de fapt și denaturări”.
Între 1938 și 2023, relațiile sexuale între bărbați erau, tehnic vorbind, ilegale conform Secțiunii 377A din Codul penal, introdusă inițial în perioada colonială britanică. În ultimele decenii, această lege a fost aplicată rar, iar presiunile pentru abrogarea sa au crescut pe măsură ce homosexualitatea a devenit mai acceptată de societatea singaporeză. Între timp, relațiile sexuale între femei au fost întotdeauna legale. În 2022, prim-ministrul Lee Hsien Loong a anunțat că Singapore va abroga Secțiunea 377A, decriminalizând astfel comportamentul homosexual. Cu toate acestea, el a subliniat că abrogarea nu va afecta recunoașterea „normelor familiale și sociale tradiționale”, inclusiv definiția căsătoriei, menținând astfel neschimbat statutul juridic al căsătoriei între persoane de același sex, deși posibilitatea uniunilor civile nu a fost exclusă oficial. Lee a descris această măsură ca fiind un compromis între elementele conservatoare (adesea religioase) și cele progresiste din societatea singaporeză, pentru a preveni diviziunile politice suplimentare. Legea a fost oficial abrogată la 3 ianuarie 2023.
Pink Dot SG, un eveniment organizat în sprijinul comunității LGBT, a atras mii de participanți anual încă din 2009, cu o participare în creștere constantă. Potrivit unui sondaj realizat de Institutul de Studii Politice în 2019, societatea singaporeză a devenit mai liberală în ceea ce privește drepturile LGBT. În sondaj, mai mult de 20% dintre respondenți au declarat că relațiile sexuale între adulți de același sex nu sunt deloc greșite sau nu sunt greșite în majoritatea cazurilor, față de 10% în 2013. Sondajul a constatat că 27% dintre respondenți erau de aceeași părere despre căsătoria între persoane de același sex (în creștere de la 15% în 2013) și 30% despre posibilitatea ca cuplurile de același sex să adopte un copil (în creștere de la 24% în 2013). În 2021, șase singaporezi au protestat pentru îmbunătățirea protecției persoanelor transgender în sistemul educațional în fața sediului Ministerului Educației din Buona Vista.

## Economie
Singapore are o economie de piață extrem de dezvoltată, bazată istoric pe comerț extins de tip entrepôt. Alături de Hong Kong, Coreea de Sud și Taiwan, Singapore este una dintre cele patru țări "Tigri Asiatici" și a depășit colegii săi în ceea ce privește PIB-ul pe cap de locuitor. Între 1965 și 1995, rata medie anuală de creștere economică a fost de aproximativ 6%, transformând semnificativ standardele de viață ale populației.

Vedere a orașului Singapore.

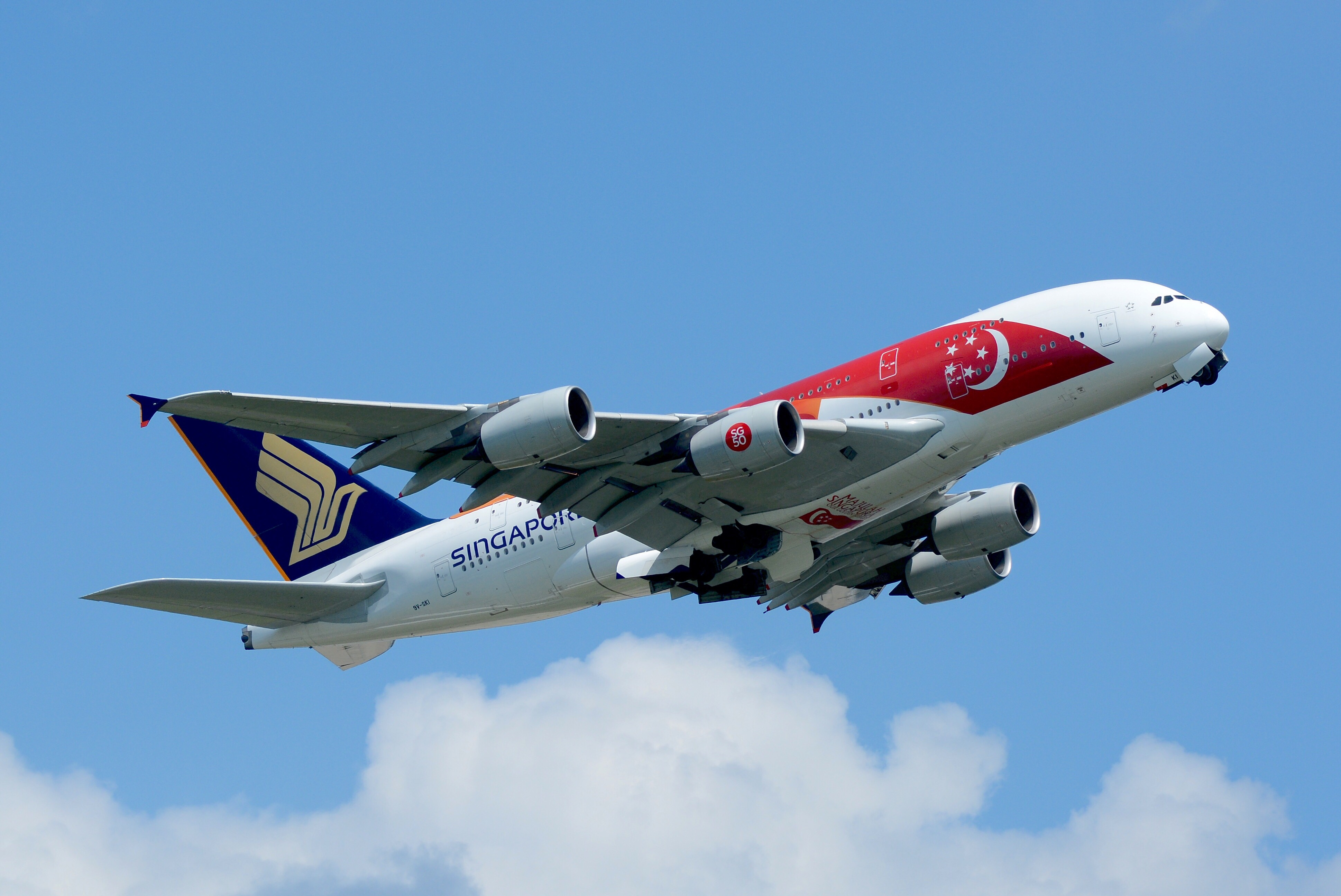
Singapore Airlines, transportatorul național al țării, a sărbătorit Jubileul de Aur al națiunii din 2015 cu o schemă de culori specială pe un Airbus A380.

Economia singaporeză este considerată liberă, inovatoare, dinamică și prietenoasă pentru afaceri. De mai mulți ani, Singapore a fost una dintre puținele țări cu un rating de credit AAA din partea celor trei mari agenții de evaluare financiară, fiind singura țară asiatică care a obținut acest calificativ. Singapore atrage un volum mare de investiții străine datorită poziției sale geografice, forței de muncă calificate, impozitelor reduse, infrastructurii avansate și politicii de toleranță zero față de corupție.
În 2023, Singapore a fost a 4-a cea mai competitivă economie din lume, conform clasamentului World Competitiveness realizat de Institutul Internațional pentru Dezvoltarea Managementului (IMD) pentru 64 de țări, având cel mai mare PIB (PPC) pe cap de locuitor. Aproximativ 44% din forța de muncă a Singapore este formată din non-cetățeni.
În ciuda libertății pieței, operațiunile guvernamentale ale Singapore dețin un rol semnificativ în economie, contribuind cu 22% la PIB. Orașul este, de asemenea, o locație populară pentru conferințe și evenimente.
Moneda națională a Singapore este dolarul singaporez (SGD sau S$), emis de Autoritatea Monetară din Singapore (MAS). Din 1967, acesta este interschimbabil cu dolarul din Brunei la valoare nominală. MAS își gestionează politica monetară permițând cursului de schimb al dolarului singaporez să crească sau să scadă într-un interval de tranzacționare nedivulgat. Acest lucru este diferit de majoritatea băncilor centrale, care utilizează ratele dobânzii pentru a-și administra politica monetară.
Singapore deține a unsprezecea cea mai mare rezervă valutară din lume și unul dintre cele mai mari poziții internaționale nete pe cap de locuitor.
Singapore a fost identificat drept un paradis fiscal pentru persoanele bogate, datorită impozitelor reduse pe venitul personal și a scutirilor de taxe pentru veniturile și câștigurile de capital realizate în străinătate. Exemple de persoane bogate care s-au stabilit în Singapore includ milionarul australian Brett Blundy și Eduardo Saverin, cofondator al Facebook. În 2009, Singapore a fost eliminat de pe "lista gri" a paradisurilor fiscale întocmită de Organizația pentru Cooperare și Dezvoltare Economică (OECD) și s-a clasat pe locul patru în Indicele Secretului Financiar al rețelei Tax Justice Network din 2015, gestionând o optime din capitalul offshore al lumii și oferind numeroase oportunități de evitare și evaziune fiscală.
În august 2016, publicația The Straits Times a raportat că Indonezia a decis să creeze paradisuri fiscale pe două insule din apropierea Singapore pentru a atrage capitalul indonezian înapoi în baza sa fiscală. În octombrie 2016, Autoritatea Monetară din Singapore a sancționat și amendat UBS și DBS și a retras licența bancară a Falcon Private Bank pentru presupusul lor rol în scandalul Fondului Suveran din Malaezia.
În 2016, Singapore a fost clasat drept cel mai scump oraș din lume pentru al treilea an consecutiv de către Economist Intelligence Unit, iar acest lucru a rămas valabil și în 2018.
Guvernul oferă numeroase programe de asistență pentru persoanele fără adăpost și cele nevoiașe prin intermediul Ministerului Dezvoltării Sociale și Familiei, astfel încât sărăcia acută este rar întâlnită. Aceste programe includ: asistență financiară pentru gospodăriile nevoiașe, îngrijiri medicale gratuite în spitalele de stat și acoperirea costurilor de școlarizare pentru copii. Alte beneficii includ compensarea costurilor pentru abonamente la sălile de sport pentru a încuraja cetățenii să facă mișcare, un bonus de până la 166.000 S$ pentru fiecare copil născut, asistență medicală puternic subvenționată, ajutoare financiare pentru persoanele cu dizabilități, laptopuri la preț redus pentru elevii din familii sărace, reduceri pentru costuri precum transportul public și facturile la utilități, și multe altele.
În 2018, Singapore s-a clasat pe locul 9 în lume în Indexul Dezvoltării Umane, cu o valoare HDI de 0,935.

## Geografie

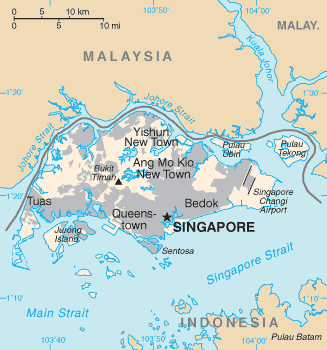
O hartă a Singapore și a insulelor și căilor navigabile din jur

Singapore este format din 63 de insule, inclusiv insula principală, Pulau Ujong. Există două legături artificiale cu Johor, Malaysia: Johor–Singapore Causeway în nord și Tuas Second Link în vest. Jurong Island, Pulau Tekong, Pulau Ubin și Sentosa sunt cele mai mari dintre insulele mai mici ale Singapore. Cel mai înalt punct natural este Dealul Bukit Timah, cu o înălțime de 163,63 m (537 ft). Sub dominația britanică, Insula Crăciunului (Christmas Island) și Insulele Cocos au făcut parte din Singapore, fiind transferate Australiei în 1957. Pedra Branca este punctul cel mai estic al națiunii.
Proiectele de recuperare a terenurilor au crescut suprafața Singapore de la 580 km² (220 mi²) în anii 1960 la 710 km² (270 mi²) până în 2015, ceea ce reprezintă o creștere de aproximativ 22% (130 km²). Se estimează că țara va mai recupera încă 56 km² (20 mi²). Unele proiecte implică unirea insulelor mai mici prin recuperarea terenurilor pentru a forma insule mai mari, mai funcționale și mai locuibile, așa cum s-a făcut cu Jurong Island. Tipul de nisip folosit în recuperarea terenurilor se găsește în râuri și pe plaje, nu în deșerturi, și este foarte căutat la nivel mondial. În 2010, Singapore a importat aproape 15 milioane de tone de nisip pentru proiectele sale, cererea fiind atât de mare încât Indonezia, Malaysia și Vietnam au restricționat sau interzis exportul de nisip către Singapore în ultimii ani. Drept urmare, în anul 2016, Singapore a trecut la utilizarea poldurilor pentru recuperarea terenurilor, prin care o zonă este închisă și apoi drenată de apă.

### Natură

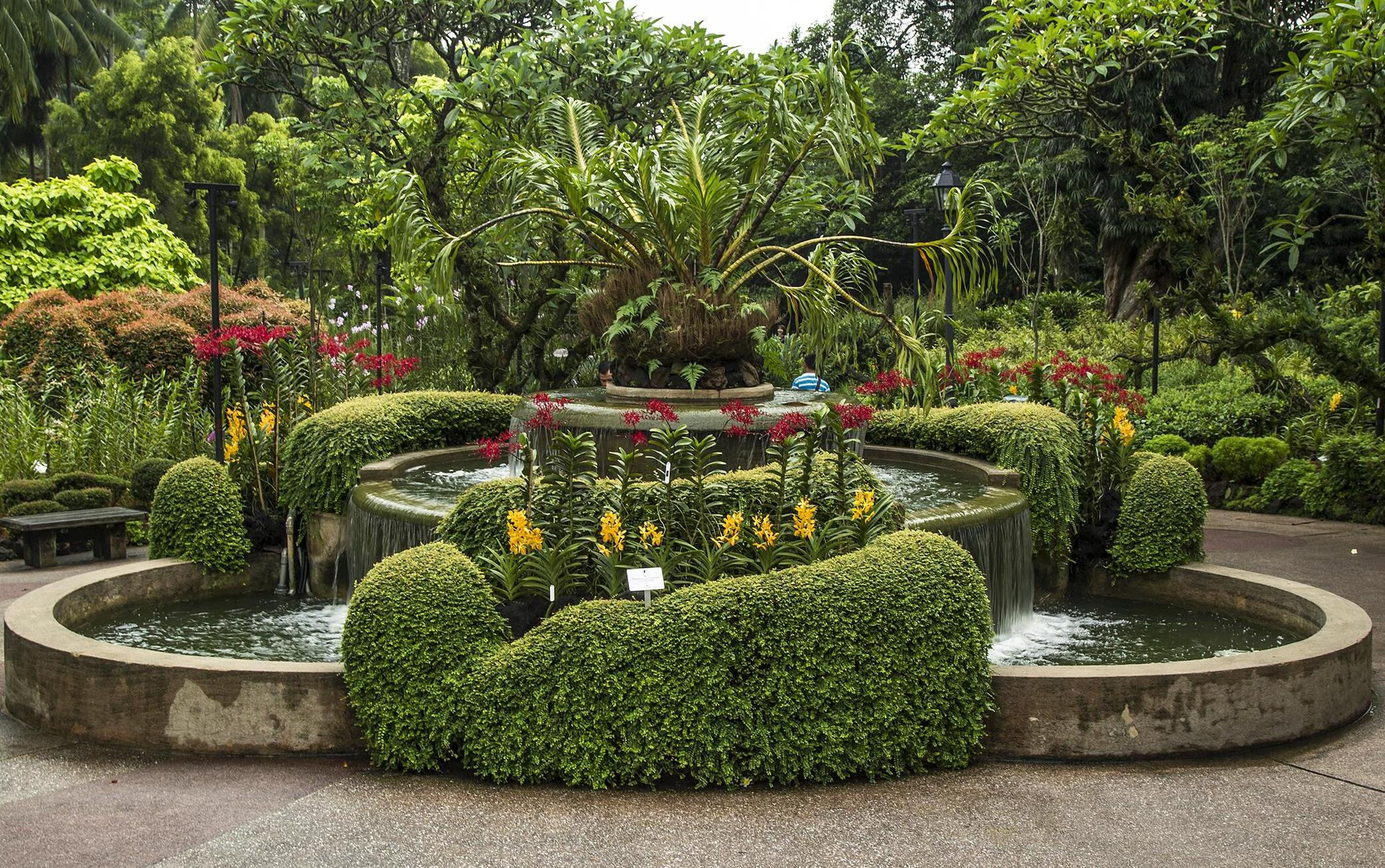
Grădina Botanică din Singapore este un sit al Patrimoniului Mondial UNESCO - una dintre cele trei grădini din lume și singura grădină tropicală care este recunoscută.

Urbanizarea din Singapore a dus la pierderea a 95% din pădurile sale istorice, iar acum peste jumătate din fauna și flora naturală care mai există se găsește în rezervații naturale, precum Rezervația Naturală Bukit Timah și Rezervația de Mlaștini Sungei Buloh, care reprezintă doar 0,25% din suprafața totală a țării. În 1967, pentru a combate acest declin al spațiilor naturale, guvernul a introdus viziunea de a transforma Singapore într-un "oraș-grădină", având ca scop îmbunătățirea calității vieții. De atunci, aproape 10% din suprafața țării a fost alocată pentru parcuri și rezervații naturale. Guvernul a creat planuri pentru a conserva fauna și flora care mai există în Singapore. Printre cele mai cunoscute grădini ale țării se numără Grădinile Botanice din Singapore, o grădină tropicală veche de 165 de ani și primul sit din Singapore inclus în Patrimoniul Mondial UNESCO.

### Climă

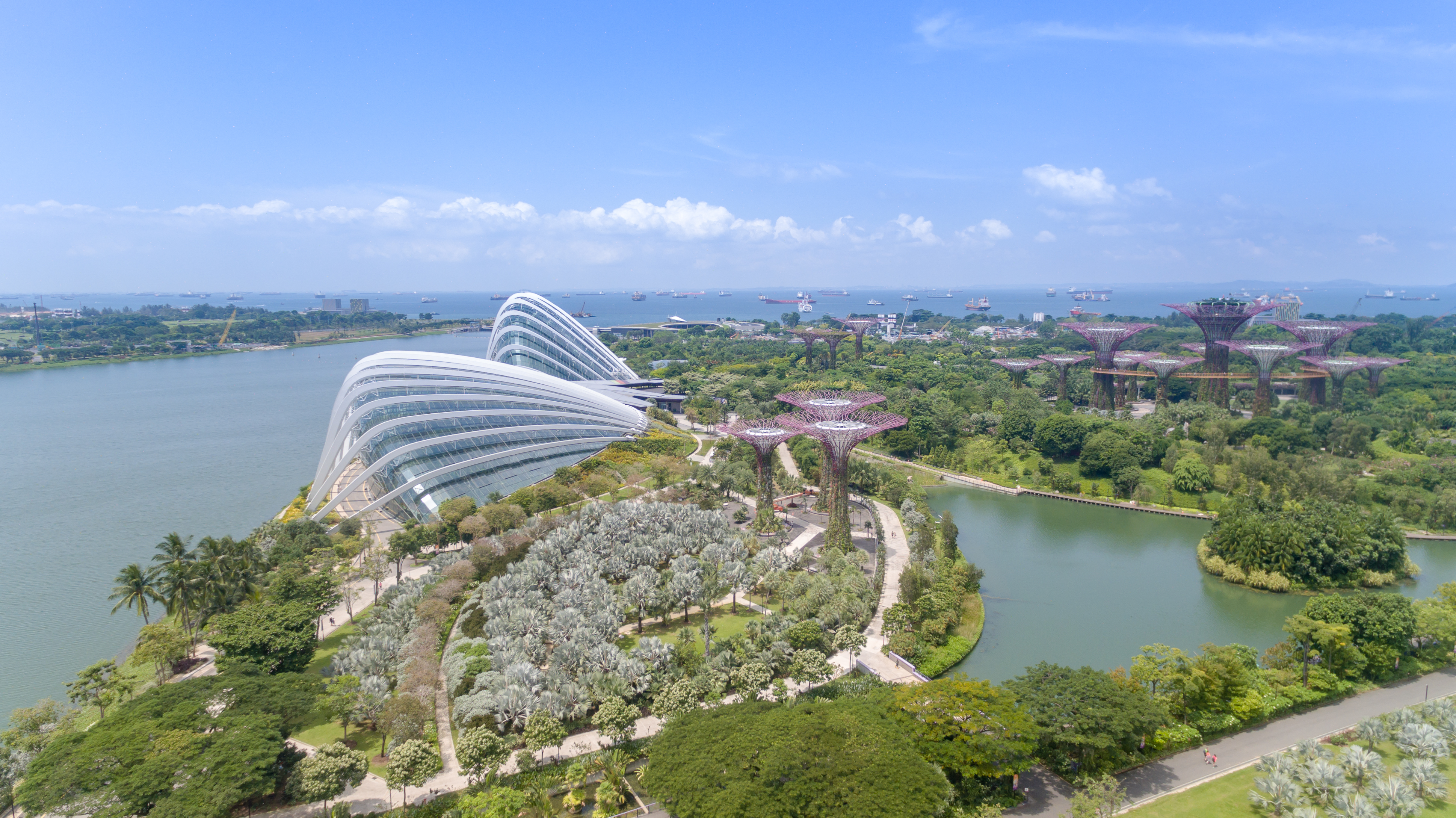
Grădini situate lângă golf.

Singapore are un climat tropical de pădure ecuatorială (Köppen: Af), fără anotimpuri distincte, cu temperaturi și presiune uniforme, umiditate ridicată și precipitații abundente. Temperaturile variază, de obicei, între 23 și 32 °C. Deși temperatura nu fluctuează semnificativ pe parcursul anului, există un sezon musonic mai ploios, din noiembrie până în februarie.
Din iulie până în octombrie, aerul este adesea afectat de ceață provocată de incendiile de vegetație din Indonezia vecină, în special de pe Insula Sumatra. Singapore folosește fusul orar GMT+8, cu o oră înaintea fusului orar tipic pentru poziția sa geografică. Astfel, soarele răsare și apune mai târziu, în special în februarie, când răsăritul este la ora 7:15, iar apusul în jurul orei 19:20. În iulie, soarele apune în jurul orei 19:15. Cel mai devreme, soarele răsare la ora 6:46 și apune la 18:50, în perioada sfârșitului de octombrie și începutului de noiembrie.
Singapore recunoaște că schimbările climatice și creșterea nivelului mării vor avea implicații majore pentru țărmurile sale joase în următoarele decenii. Se estimează că națiunea va trebui să cheltuiască 100 de miliarde de dolari pe parcursul următorului secol pentru a aborda această problemă. În bugetul său pentru 2020, guvernul a alocat inițial 5 miliarde de dolari pentru un Fond de Protecție a Coastei și împotriva Inundațiilor. Singapore este prima țară din Asia de Sud-Est care a impus o taxă pe Carbon pentru cele mai mari companii emitente de carbon, care produc peste 25.000 de tone de dioxid de carbon pe an, la o rată de 5 dolari pe tonă.
Pentru a reduce dependența țării de combustibilii fosili, Singapore a intensificat instalarea panourilor solare pe acoperișurile și suprafețele verticale ale clădirilor și a demarat alte inițiative, precum construirea uneia dintre cele mai mari ferme solare plutitoare din lume, situată pe Rezervorul Tengeh din Tuas.
| Date climatice pentru Singapore (1991–2020, 1929–1941 și 1948–prezent) | Date climatice pentru Singapore (1991–2020, 1929–1941 și 1948–prezent) | Date climatice pentru Singapore (1991–2020, 1929–1941 și 1948–prezent) | Date climatice pentru Singapore (1991–2020, 1929–1941 și 1948–prezent) | Date climatice pentru Singapore (1991–2020, 1929–1941 și 1948–prezent) | Date climatice pentru Singapore (1991–2020, 1929–1941 și 1948–prezent) | Date climatice pentru Singapore (1991–2020, 1929–1941 și 1948–prezent) | Date climatice pentru Singapore (1991–2020, 1929–1941 și 1948–prezent) | Date climatice pentru Singapore (1991–2020, 1929–1941 și 1948–prezent) | Date climatice pentru Singapore (1991–2020, 1929–1941 și 1948–prezent) | Date climatice pentru Singapore (1991–2020, 1929–1941 și 1948–prezent) | Date climatice pentru Singapore (1991–2020, 1929–1941 și 1948–prezent) | Date climatice pentru Singapore (1991–2020, 1929–1941 și 1948–prezent) | Date climatice pentru Singapore (1991–2020, 1929–1941 și 1948–prezent) |
| Luna                                                                   | Ian                                                                    | Feb                                                                    | Mar                                                                    | Apr                                                                    | Mai                                                                    | Iun                                                                    | Iul                                                                    | Aug                                                                    | Sep                                                                    | Oct                                                                    | Nov                                                                    | Dec                                                                    | Anual                                                                  |
| ---------------------------------------------------------------------- | ---------------------------------------------------------------------- | ---------------------------------------------------------------------- | ---------------------------------------------------------------------- | ---------------------------------------------------------------------- | ---------------------------------------------------------------------- | ---------------------------------------------------------------------- | ---------------------------------------------------------------------- | ---------------------------------------------------------------------- | ---------------------------------------------------------------------- | ---------------------------------------------------------------------- | ---------------------------------------------------------------------- | ---------------------------------------------------------------------- | ---------------------------------------------------------------------- |
| Maxima medie °C (°F)                                                   | 30.6 (87,1)                                                            | 31.5 (88,7)                                                            | 32.2 (90)                                                              | 32.4 (90,3)                                                            | 32.3 (90,1)                                                            | 31.9 (89,4)                                                            | 31.4 (88,5)                                                            | 31.4 (88,5)                                                            | 31.6 (88,9)                                                            | 31.8 (89,2)                                                            | 31.2 (88,2)                                                            | 30.5 (86,9)                                                            | 31,6 (88,9)                                                            |
| Media zilnică °C (°F)                                                  | 26.8 (80,2)                                                            | 27.3 (81,1)                                                            | 27.8 (82)                                                              | 28.2 (82,8)                                                            | 28.6 (83,5)                                                            | 28.5 (83,3)                                                            | 28.2 (82,8)                                                            | 28.1 (82,6)                                                            | 28.0 (82,4)                                                            | 27.9 (82,2)                                                            | 27.2 (81)                                                              | 26.8 (80,2)                                                            | 27,8 (82)                                                              |
| Minima medie °C (°F)                                                   | 24.3 (75,7)                                                            | 24.6 (76,3)                                                            | 24.9 (76,8)                                                            | 25.3 (77,5)                                                            | 25.7 (78,3)                                                            | 25.7 (78,3)                                                            | 25.4 (77,7)                                                            | 25.3 (77,5)                                                            | 25.2 (77,4)                                                            | 25.0 (77)                                                              | 24.6 (76,3)                                                            | 24.3 (75,7)                                                            | 25,0 (77)                                                              |
| Minima istorică °C (°F)                                                | 19.4 (66,9)                                                            | 19.7 (67,5)                                                            | 20.2 (68,4)                                                            | 20.7 (69,3)                                                            | 21.2 (70,2)                                                            | 20.8 (69,4)                                                            | 19.7 (67,5)                                                            | 20.2 (68,4)                                                            | 20.7 (69,3)                                                            | 20.6 (69,1)                                                            | 21.1 (70)                                                              | 20.6 (69,1)                                                            | 19,4 (66,9)                                                            |
| Ploaie mm (inches)                                                     | 221.6 (8.724)                                                          | 105.1 (4.138)                                                          | 151.7 (5.972)                                                          | 164.3 (6.469)                                                          | 164.3 (6.469)                                                          | 135.3 (5.327)                                                          | 146.6 (5.772)                                                          | 146.9 (5.783)                                                          | 124.9 (4.917)                                                          | 168.3 (6.626)                                                          | 252.3 (9.933)                                                          | 331.9 (13.067)                                                         | 2.113,2 (83,197)                                                       |
| Umiditate [%]                                                          | 83.5                                                                   | 81.2                                                                   | 81.7                                                                   | 82.6                                                                   | 82.3                                                                   | 80.9                                                                   | 80.9                                                                   | 80.7                                                                   | 80.7                                                                   | 81.5                                                                   | 84.9                                                                   | 85.5                                                                   | 82,2                                                                   |
| Nr. mediu de zile ploioase (≥ 0.2 mm)                                  | 13                                                                     | 9                                                                      | 12                                                                     | 15                                                                     | 15                                                                     | 13                                                                     | 14                                                                     | 14                                                                     | 13                                                                     | 15                                                                     | 19                                                                     | 19                                                                     | 171                                                                    |
| Ore însorite                                                           | 180.4                                                                  | 198.6                                                                  | 196.6                                                                  | 182.4                                                                  | 184.8                                                                  | 175.4                                                                  | 188.5                                                                  | 184.6                                                                  | 161.4                                                                  | 155.0                                                                  | 133.2                                                                  | 133.1                                                                  | 2.074,0                                                                |
| Sursa nr. 1: National Environment Agency                               |                                                                        |                                                                        |                                                                        |                                                                        |                                                                        |                                                                        |                                                                        |                                                                        |                                                                        |                                                                        |                                                                        |                                                                        |                                                                        |
| Sursa nr. 2: NOAA (sun only, 1991–2020)                                |                                                                        |                                                                        |                                                                        |                                                                        |                                                                        |                                                                        |                                                                        |                                                                        |                                                                        |                                                                        |                                                                        |                                                                        |                                                                        |

### Resurse de apă
Singapore consideră apa o problemă de securitate națională, iar guvernul a subliniat importanța conservării resurselor de apă. Accesul la apă este universal și de înaltă calitate, însă se estimează că țara se va confrunta cu un stres hidric semnificativ până în 2040. Pentru a preveni acest lucru, Public Utilities Board (PUB) a implementat strategia „cele patru surse naționale de apă” – apă importată din Malaezia vecină, colectarea apei pluviale urbane, apa reciclată (NEWater) și desalinizarea apei de mare.
Abordarea Singapore nu se bazează doar pe infrastructură fizică, ci pune accent și pe legislație și aplicarea acesteia, prețul apei, educația publică, precum și cercetarea și dezvoltarea. Singapore a declarat că va deveni autosuficientă în ceea ce privește apa până la expirarea acordului pe termen lung din 1961 cu Malaezia, în 2061. Cu toate acestea, conform prognozelor oficiale, cererea de apă în Singapore este estimată să se dubleze, de la 1,4 miliarde de litri la 2,8 miliarde de litri pe zi între 2010 și 2060. Creșterea este așteptată în principal din utilizarea apei în scopuri non-domestice, care a reprezentat 55% din cerere în 2010 și se preconizează că va reprezenta 70% din cerere în 2060. Până atunci, cererea de apă este estimată să fie satisfăcută prin apă reciclată în proporție de 50% și desalinizare în proporție de 30%, comparativ cu doar 20% furnizată de bazinele interne.
Singapore își extinde sistemul de reciclare și intenționează să cheltuiască 10 miliarde de dolari singaporezi (7,4 miliarde USD) pentru modernizarea infrastructurii de tratare a apei. Stația de tratare a apelor uzate Ulu Pandan a fost construită special pentru a testa procese avansate de tratare a apei uzate înainte de implementarea completă și a câștigat premiul „Proiectul Anului pentru Apă/Ape Uzate” la Premiile Globale pentru Apă din 2018, desfășurate la Paris, Franța. Operațiunile au început în 2017, iar proiectul a fost dezvoltat în parteneriat de PUB și Black & Veatch + AECOM Joint Venture.

## Transport

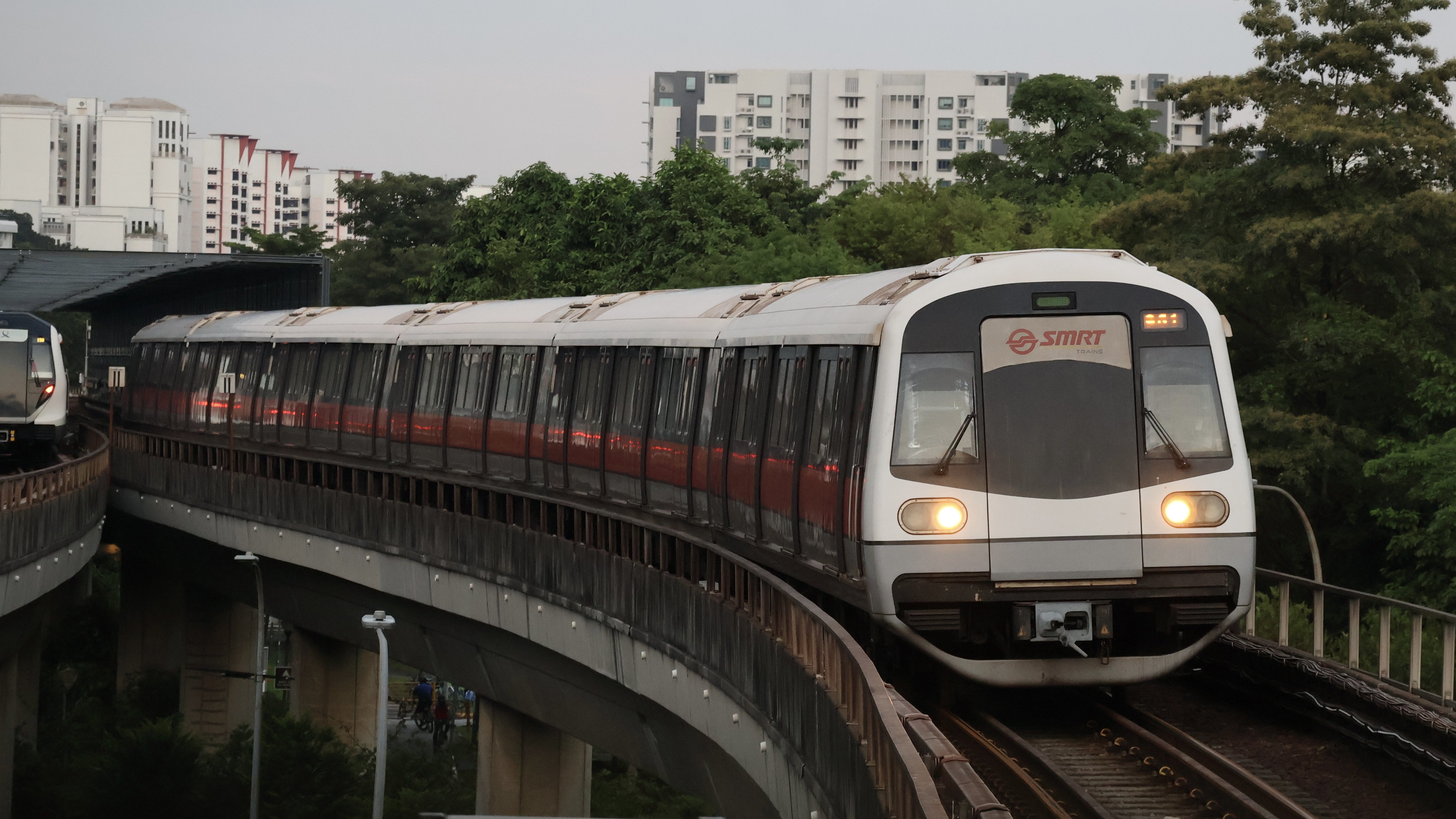
Un tren MRT în gara Boon Lay

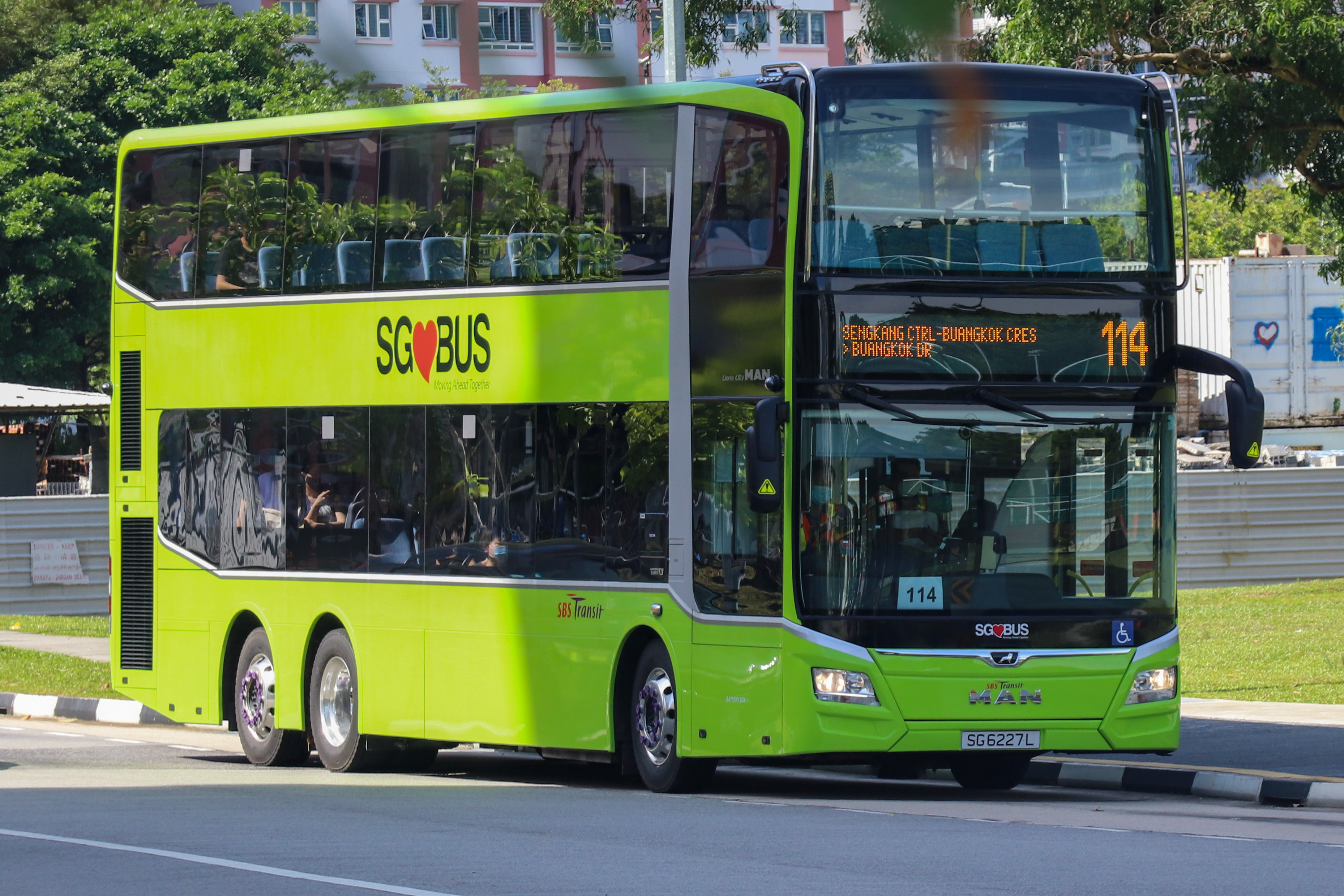
Autobuzele sunt un mod foarte comun de transport public în Singapore.

Rețeaua de transport public din Singapore este alcătuită din trenuri (inclusiv sistemele MRT și LRT), autobuze și taxiuri. În prezent, există șase linii MRT (North–South MRT line, East–West MRT line, North East MRT line, Circle MRT line, Downtown MRT line și Thomson–East Coast MRT line), trei linii LRT care deservesc cartierele Bukit Panjang și Choa Chu Kang (Bukit Panjang LRT line), Sengkang (Sengkang LRT line) și Punggol (Punggol LRT line), acoperind în total aproximativ 241 km, precum și peste 300 de rute de autobuz în funcțiune. Taxiurile sunt o formă populară de transport, deoarece tarifele sunt relativ accesibile comparativ cu multe alte țări dezvoltate, în timp ce mașinile în Singapore sunt cele mai scumpe de deținut din lume.
Singapore dispune de un sistem rutier care acoperă 3.356 kilometri, inclusiv 161 kilometri de autostrăzi. Singapore Area Licensing Scheme, implementat în 1975, a devenit primul sistem de taxare a congestionării traficului din lume și a inclus alte măsuri complementare, cum ar fi cote stricte pentru deținerea mașinilor și îmbunătățiri în transportul public de masă. În 1998, sistemul a fost modernizat și redenumit Electronic Road Pricing (ERP), introducând colectarea electronică a taxelor, detectarea electronică și tehnologia de supraveghere video. Un sistem bazat pe satelit ar fi trebuit să înlocuiască porțile fizice până în 2020, dar implementarea acestuia a fost amânată până în 2026 din cauza lipsei globale de semiconductori. Fiind o insulă mică, cu o densitate mare a populației, numărul mașinilor private pe drum este limitat printr-o cotă prestabilită a populației auto, pentru a reduce poluarea și aglomerația. Cumpărătorii de mașini trebuie să plătească taxe suplimentare de înregistrare (ARF) cu rate de 100%, 140%, 180% sau 220% din Valoarea de Piață Deschisă (OMV) a vehiculului și să liciteze pentru un Certificat de Drept de Proprietate (COE) singaporez (a cărui ofertă variază de două ori pe lună, în funcție de numărul de înregistrări și anulări ale mașinilor), care permite vehiculului să circule pe drumuri pentru o perioadă maximă de 10 ani. Prețurile mașinilor sunt în general semnificativ mai mari în Singapore decât în alte țări vorbitoare de limbă engleză. La fel ca în majoritatea țărilor din Commonwealth, vehiculele și pietonii circulă pe partea stângă (trafic pe partea stângă).
Johor–Singapore Causeway (care leagă Singapore de Johor Bahru, Malaezia) este cel mai aglomerat punct de trecere a frontierei terestre internaționale din lume, cu aproximativ 350.000 de călători care traversează zilnic punctele de control Woodlands Checkpoint și Sultan Iskandar Building (cu un total anual de 128 milioane de călători). Autoritatea pentru Transportul Terestru (LTA) este responsabilă pentru toată infrastructura și operațiunile legate de transportul terestru din Singapore.

### Transport aerian

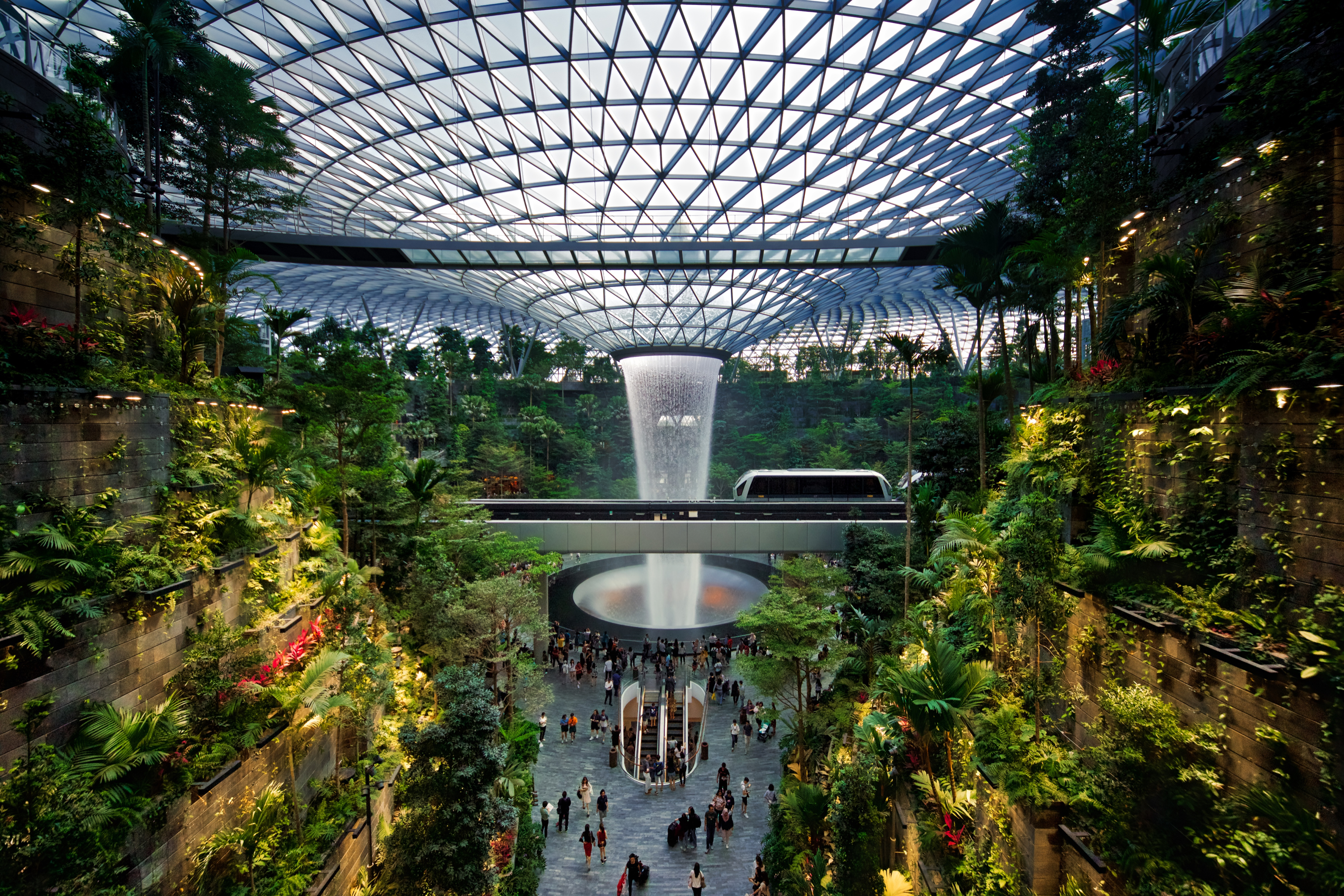
Fantană de pe de pe aeroportul Jewel Changi.

Singapore este un important nod de transport internațional în Asia, deservind unele dintre cele mai aglomerate rute comerciale maritime și aeriene. Aeroportul Changi este un centru aviatic pentru Asia de Sud-Est și o escală pe ruta Kangaroo a companiei Qantas, între Sydney și Londra. Singapore dispune de două aeroporturi civile: Aeroportul Changi și Aeroportul Seletar. Aeroportul Changi găzduiește o rețea de peste 100 de companii aeriene care conectează Singapore cu aproximativ 300 de orașe din circa 70 de țări și teritorii din întreaga lume. A fost clasificat drept unul dintre cele mai bune aeroporturi internaționale de reviste de turism internațional, inclusiv fiind desemnat pentru prima dată cel mai bun aeroport din lume de Skytrax în 2006.
În 2023, Aeroportul Changi a fost punctul de plecare pentru trei dintre cele mai aglomerate rute aeriene internaționale: cea mai aglomerată fiind între Kuala Lumpur și Singapore, a șaptea între Jakarta și Singapore, și a noua între Bangkok Suvarnabhumi și Singapore.
Singapore Airlines, compania aeriană de stat a Singapore, este considerată o companie aeriană de 5 stele de către Skytrax și a fost inclusă consecutiv în top 10 companii aeriene la nivel mondial timp de mai mulți ani. În 2023, a fost desemnată cea mai bună companie aeriană din lume de către Skytrax, titlu pe care l-a câștigat de 12 ori. Hub-ul său, Aeroportul Changi, a fost, de asemenea, clasificat drept cel mai bun aeroport din lume între 2013 și 2020, înainte de a fi depășit de Aeroportul Internațional Hamad din Doha. Aeroportul Changi a recâștigat acest titlu în 2023, însă a fost din nou depășit în 2024.

### Transport maritim

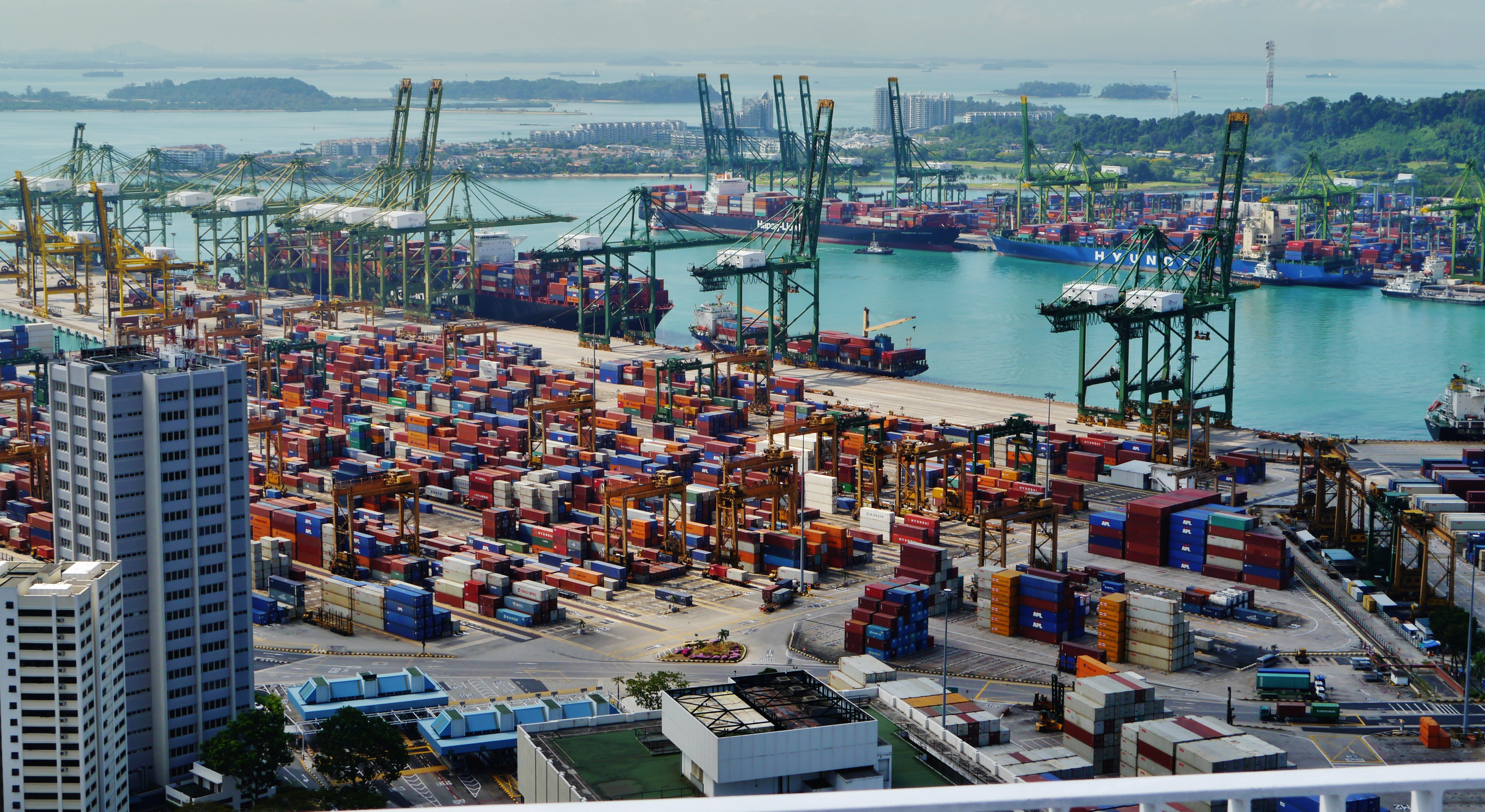
Portul Singapore

Portul Singapore, administrat de operatorii portuari PSA International și Jurong Port, a fost al doilea cel mai aglomerat port din lume în 2019, atât în termeni de tonaj de transport maritim gestionat, cu 2,85 miliarde de tone brute (GT), cât și în termeni de trafic containerizat, cu 37,2 milioane de unități echivalente de douăzeci de picioare (TEU). De asemenea, este al doilea cel mai aglomerat port din lume, după Shanghai, în ceea ce privește tonajul de marfă, cu 626 de milioane de tone gestionate. În plus, portul este cel mai aglomerat din lume pentru traficul de transbordare și cel mai mare centru de realimentare a navelor din lume.

## Sectoarele industriale
Singapore este al treilea cel mai mare centru de schimb valutar din lume, al șaselea cel mai mare centru financiar, a doua cea mai mare piață de jocuri de noroc în cazinouri, al treilea cel mai mare centru de rafinare și comerț cu petrol, cel mai mare producător de platforme petroliere și un hub pentru servicii de reparații navale, precum și cel mai mare hub logistic din lume. Economia sa este diversificată, principalele contribuții provenind din servicii financiare, manufactură și rafinarea petrolului. Principalele exporturi ale Singapore sunt petrolul rafinat, circuitele integrate și calculatoarele, care au constituit 27% din PIB-ul țării în 2010. Alte sectoare semnificative includ electronica, chimicalele, ingineria mecanică și științele biomedicale. Singapore s-a clasat pe locul 4 în Indexul Global al Inovației în 2024 și pe locul 7 în 2022. În 2019, existau peste 60 de companii de semiconductori în Singapore, reprezentând împreună 11% din cota de piață globală, industria semiconductorilor contribuind cu aproximativ 7% din PIB-ul țării.
Cele mai mari companii din Singapore activează în sectoarele telecomunicațiilor, bancar, transporturi și manufactură, multe dintre acestea începând ca corporații statutare de stat și fiind ulterior listate public pe Bursa din Singapore. Printre aceste companii se numără Singapore Telecommunications (Singtel), Singapore Technologies Engineering, Keppel Corporation, Oversea-Chinese Banking Corporation (OCBC), Development Bank of Singapore (DBS) și United Overseas Bank (UOB). În 2011, în contextul crizei financiare globale, OCBC, DBS și UOB au fost clasate de Bloomberg Businessweek drept cele mai puternice bănci din lume pe locurile 1, 5 și 6, respectiv. Singapore găzduiește sediile a trei companii din lista Fortune Global 500, cel mai mare număr din regiune.
Printre cele mai cunoscute companii globale ale țării se numără Singapore Airlines, Aeroportul Changi și Portul Singapore, toate fiind printre cele mai premiate în domeniile lor respective. Singapore Airlines a fost clasată drept cea mai admirată companie din Asia și a 19-a cea mai admirată companie din lume în 2015, conform sondajelor anuale ale Fortune. Alte premii includ titlul de cea mai bună companie aeriană internațională, acordat de revista americană Travel + Leisure timp de 20 de ani consecutivi. Aeroportul Changi conectează peste 100 de companii aeriene la mai mult de 300 de orașe. Acest hub internațional strategic a acumulat peste 480 de premii pentru Cel Mai Bun Aeroport al Lumii până în 2015 și este recunoscut ca cel mai premiat aeroport din lume.
Singapore a semnat peste zece acorduri de liber schimb cu alte țări și regiuni. Este al doilea cel mai mare investitor străin în India. De asemenea, se află pe locul 14 ca exportator și pe locul 15 ca importator la nivel global.

### Turism

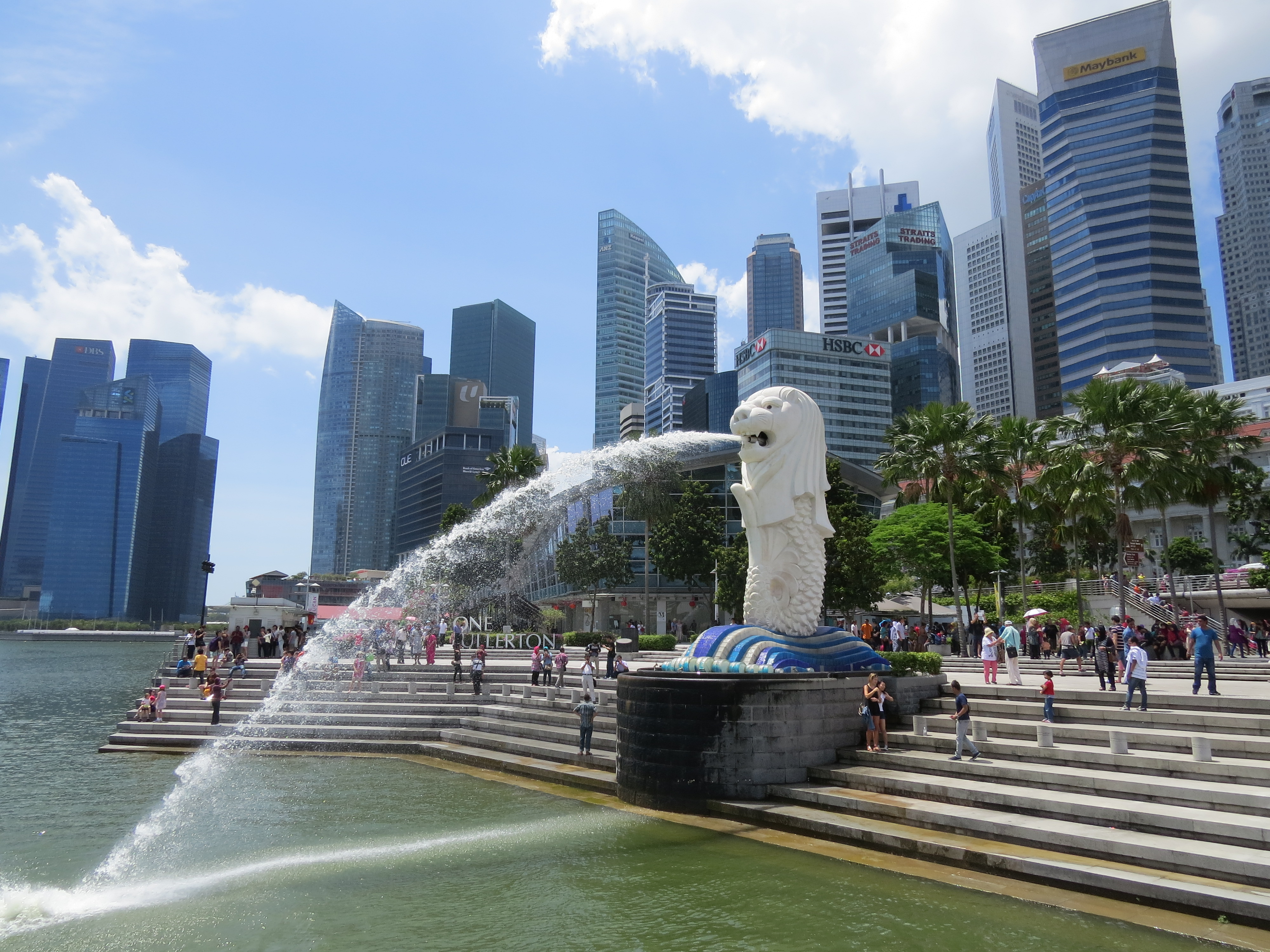
Merlion, mascota oficială a Singapore

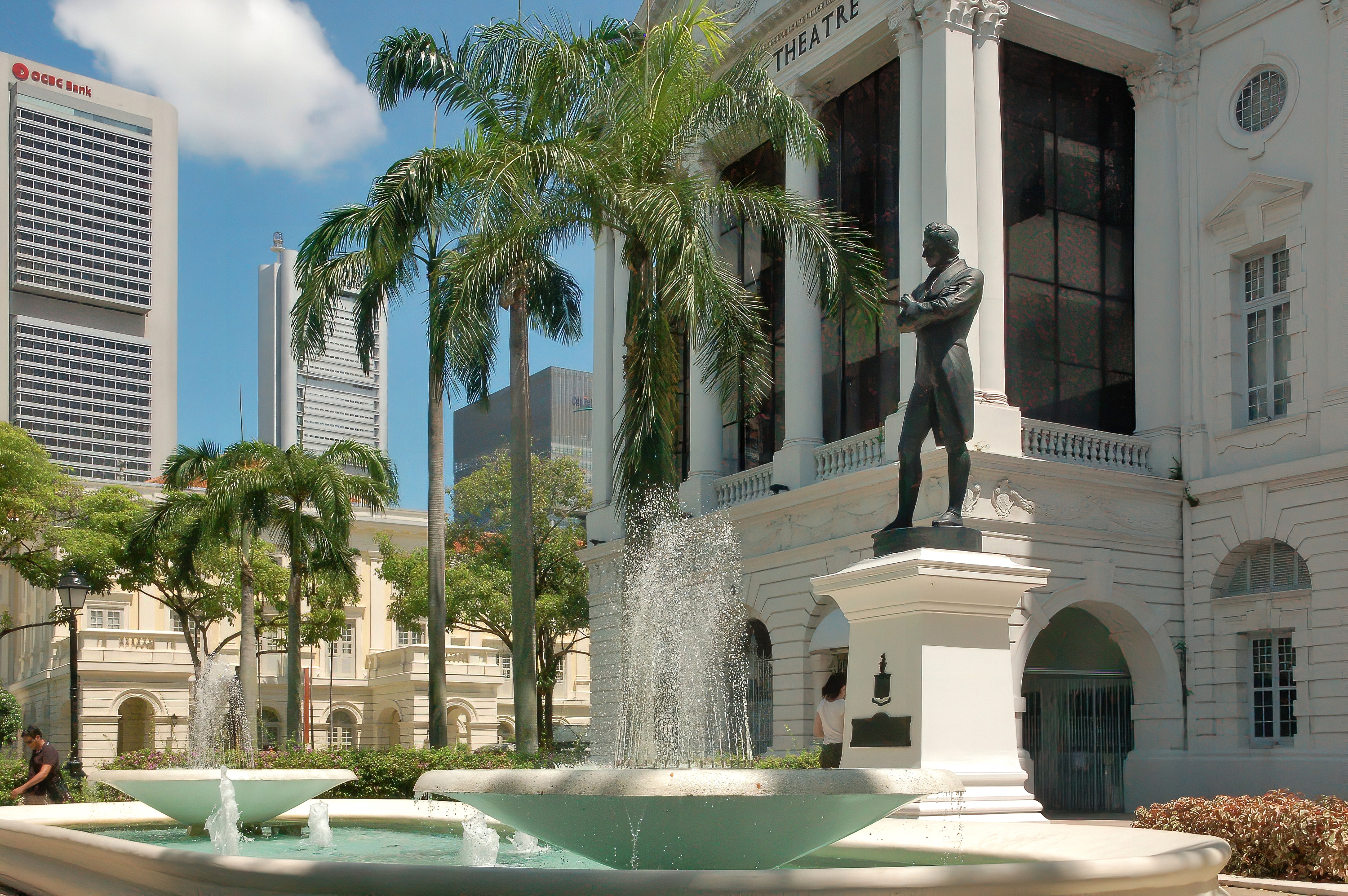
Teatrul Victoria

Turismul este o industrie majoră și un contributor important la economia Singapore, atrăgând 13,6 milioane de turiști internaționali în 2023, mai mult decât dublul populației totale a țării. Turismul a contribuit direct cu aproximativ 3% la PIB-ul Singapore, în medie, în cei 10 ani înainte de 2023, excluzând anii afectați de pandemia de Covid-19. În total, sectorul a generat aproximativ 8,6% din locurile de muncă din Singapore în 2016.
În 2015, Lonely Planet și The New York Times au clasat Singapore ca destinația lor de top și, respectiv, a șasea cea mai bună destinație de vizitat la nivel global. Printre reperele renumite se numără Merlion, Esplanade, Marina Bay Sands, Gardens by the Bay, Jewel Changi Airport, CHIJMES, National Gallery Singapore, Singapore Flyer, centura comercială Orchard Road, insula de agrement Sentosa și Grădinile Botanice din Singapore, primul sit din patrimoniul mondial UNESCO al țării, toate situate în sudul și estul Singapore.
Consiliul pentru Turism din Singapore (STB) este organismul statutar subordonat Ministerului Comerțului și Industriei, responsabil de promovarea industriei turistice a țării. În august 2017, STB și Consiliul pentru Dezvoltare Economică (EDB) au lansat un brand unificat, Singapore – Passion Made Possible, pentru a promova Singapore la nivel internațional în scopuri turistice și de afaceri. Districtul Orchard Road, care conține centre comerciale pe mai multe etaje și hoteluri, poate fi considerat centrul cumpărăturilor și al turismului din Singapore.
Alte atracții turistice populare includ Grădina Zoologică din Singapore, River Wonders, Bird Paradise și Night Safari (situate în nordul Singapore). Grădina Zoologică din Singapore a adoptat conceptul de "grădină zoologică deschisă", unde animalele sunt ținute în incinte separate de vizitatori prin șanțuri uscate sau umede ascunse, în loc de cuști. River Wonders adăpostește 300 de specii de animale, inclusiv numeroase specii pe cale de dispariție.
Singapore se promovează și ca un hub pentru turism medical, atrăgând aproximativ 200.000 de străini anual pentru îngrijiri medicale. Serviciile medicale din Singapore își propun să deservească cel puțin un milion de pacienți străini anual și să genereze venituri de 3 miliarde USD.

## Demografie

Femeile chineze (asiatice de est), malaeze (asiatice de sud-est) și indiene (asiatice de sud) din Singapore, c. anul 1890.

La mijlocul anului 2023, populația estimată a Singapore era de 5.917.600 de persoane, dintre care 3.610.700 (61,6%) erau cetățeni, iar restul de 2.306.900 (38,4%) erau fie rezidenți permanenți (522.300), fie studenți internaționali, lucrători străini sau persoane aflate în întreținere (1.644.500). Populația totală a crescut cu 5% față de anul precedent, creștere determinată în mare parte de lucrătorii străini. Această proporție a rămas în mare parte neschimbată față de recensământul din 2010.
Recensământul din 2020 a raportat că aproximativ 74,3% dintre rezidenți erau de origine chineză, 13,5% de origine malayeză, 9,0% de origine indiană și 3,2% de alte origini (precum eurasiatici); această proporție era aproape identică cu cea din recensământul din 2010, cu ușoare creșteri în rândul chinezilor și malayezilor (0,2% și respectiv 0,1%) și scăderi minore în rândul indienilor și al altora (0,2% și respectiv 0,1%). Până în 2010, fiecare persoană putea fi înregistrată ca aparținând unei singure rase, de regulă cea a tatălui; astfel, persoanele de rasă mixtă erau incluse exclusiv în rasa tatălui în recensămintele guvernamentale. Începând cu 2010, oamenii pot folosi o clasificare multi-rasială, putând alege o rasă principală și una secundară, dar nu mai mult de două.
Ca și alte țări dezvoltate din Asia, Singapore a înregistrat un declin rapid al ratei totale de fertilitate (TFR) începând cu anii 1980. Din 2010, TFR s-a stabilizat în mare parte la 1,1 copii per femeie, una dintre cele mai scăzute rate din lume, mult sub pragul de 2,1 necesar pentru înlocuirea populației. În consecință, vârsta medie a rezidenților din Singapore este printre cele mai ridicate din lume, situându-se la 42,8 ani în 2022, comparativ cu 39,6 ani cu un deceniu în urmă. Începând cu 2001, guvernul a introdus o serie de programe pentru a crește fertilitatea, inclusiv concediu plătit de maternitate, subvenții pentru îngrijirea copiilor, reduceri și scutiri fiscale, bonusuri unice în numerar și granturi pentru companiile care implementează programe de lucru flexibile. Cu toate acestea, numărul nașterilor a continuat să scadă, atingând un nivel minim record în 2022. Politica de imigrare a Singapore este concepută pentru a atenua acest declin și a menține populația activă din punct de vedere economic.
91% dintre gospodăriile rezidente (adică gospodăriile conduse de un cetățean al Singapore sau un rezident permanent) dețin locuințele în care trăiesc, iar mărimea medie a unei gospodării este de 3,43 persoane (incluzând și dependenții care nu sunt cetățeni sau rezidenți permanenți). Totuși, din cauza lipsei de teren, 78,7% dintre gospodăriile rezidente locuiesc în apartamente publice, înalte, subvenționate, dezvoltate de Consiliul pentru Locuințe și Dezvoltare (HDB). De asemenea, 75,9% dintre gospodăriile rezidente locuiesc în proprietăți egale sau mai mari decât un apartament HDB cu patru camere (adică trei dormitoare și un living) sau în locuințe private. Lucrătorii domestici străini care locuiesc cu angajatorii sunt destul de comuni în Singapore, fiind aproximativ 224.500 în decembrie 2013.

### Religie
| Religia în Singapore, anul 2020 | Religia în Singapore, anul 2020 | Religia în Singapore, anul 2020 | Religia în Singapore, anul 2020 | Religia în Singapore, anul 2020 |
| ------------------------------- | ------------------------------- | ------------------------------- | ------------------------------- | ------------------------------- |
| Religie                         |                                 |                                 | Procentaj                       |                                 |
| Budism                          | Budism                          |                                 | 31.1%                           | 31.1%                           |
| Fără religie                    | Fără religie                    |                                 | 20.0%                           | 20.0%                           |
| Creștinism                      | Creștinism                      |                                 | 18.9%                           | 18.9%                           |
| Islam                           | Islam                           |                                 | 15.6%                           | 15.6%                           |
| Taoismul și religia populară    | Taoismul și religia populară    |                                 | 8.8%                            | 8.8%                            |
| Hinduism                        | Hinduism                        |                                 | 5.0%                            | 5.0%                            |
| Alte religii                    | Alte religii                    |                                 | 0.6%                            | 0.6%                            |

Majoritatea marilor grupuri religioase sunt prezente în Singapore, iar Organizația Interreligioasă din Singapore (IRO) recunoaște 10 religii majore în orașul-stat. O analiză din 2014 realizată de Pew Research Center a constatat că Singapore este cea mai diversă națiune religioasă din lume, fără ca o singură religie să revendice o majoritate. Budismul este cea mai răspândită religie, 31% dintre rezidenți declarându-se adepți ai acestei religii conform recensământului din 2020. Creștinismul era a doua cea mai mare religie, cu 18,9%, urmat de Islam (15,6%), Taoism și credințe tradiționale chineze (8,8%) și Hinduism (5,0%). O cincime din populație nu avea nicio afiliere religioasă. Proporția creștinilor, musulmanilor și a persoanelor nereligioase a crescut ușor între 2010 și 2020, în timp ce proporția Budistilor și taoistilor a scăzut ușor; hinduismul și alte credințe au rămas în mare parte stabile ca pondere în populație.
Singapore găzduiește mănăstiri și centre Dharma din toate cele trei mari tradiții budiste: Theravada, Mahayana și Vajrayana. Majoritatea budiștilor din Singapore sunt de origine chineză și aderă la tradiția Mahayana, datorită deceniilor de activitate misionară din China. Totuși, budismul Theravada din Thailanda a câștigat popularitate printre locuitori (nu doar cei de origine chineză) în ultimul deceniu. Soka Gakkai International, o organizație budistă japoneză, este practicată de mulți oameni din Singapore, în special de cei de origine chineză. Budismul tibetan a început, de asemenea, să câștige teren lent în țară în ultimii ani.

### Limbi
| Limba folosită cel mai des | Limba folosită cel mai des | Limba folosită cel mai des | Limba folosită cel mai des | Limba folosită cel mai des |
| -------------------------- | -------------------------- | -------------------------- | -------------------------- | -------------------------- |
| Limbi                      |                            |                            | Procentaj                  |                            |
| Engleză                    | Engleză                    |                            | 48.3%                      | 48.3%                      |
| Mandarină                  | Mandarină                  |                            | 29.9%                      | 29.9%                      |
| Malay                      | Malay                      |                            | 9.2%                       | 9.2%                       |
| Alte limbi sinitice        | Alte limbi sinitice        |                            | 8.7%                       | 8.7%                       |
| Tamil                      | Tamil                      |                            | 2.5%                       | 2.5%                       |
| Altele                     | Altele                     |                            | 1.4%                       | 1.4%                       |

Singapore are patru limbi oficiale: Engleza, malaeza, Mandarina și tamila. Engleza este limba principală folosită în afaceri, guvern, drept și educație. Constituția Singapore și toată legislația guvernamentală sunt redactate în engleză, iar în instanțele de judecată singaporeze sunt necesari interpreți dacă se folosește o altă limbă decât engleza. Companiile de stat își desfășoară activitatea în engleză, iar documentele oficiale redactate într-o altă limbă oficială (cum ar fi malaeza, mandarina sau tamila) sunt în general traduse în engleză pentru a fi acceptate.
Malaeza a fost desemnată limbă națională de guvernul singaporez după obținerea independenței față de Marea Britanie în anii 1960, pentru a evita tensiunile cu vecinii vorbitori de malaeză, Malaezia și Indonezia. Are un scop simbolic, mai degrabă decât funcțional. Este folosită în imnul național Majulah Singapura, în citarea ordinelor și distincțiilor naționale și în comenzile militare. Malaeza din Singapore este scrisă oficial cu alfabetul latin Rumi, deși unii malaezi din Singapore învață și alfabetul arab Jawi, considerat un script etnic utilizat pe cărțile de identitate din Singapore.
Majoritatea singaporezilor sunt bilingvi, având de obicei engleza ca limbă comună și limba maternă ca a doua limbă, predată în școli pentru a păstra identitatea etnică și valorile fiecărui individ. Conform recensământului din 2020, engleza era limba cel mai des vorbită acasă, utilizată de 48,3% din populație; mandarina era pe locul doi, vorbită acasă de 29,9%. Aproape o jumătate de milion de oameni vorbesc alte dialecte chinezești sudice ancestrale, în principal Hokkien, Teochew și cantoneza, deși utilizarea acestora este în declin în favoarea mandarinei sau doar a englezei. Caracterele chineze din Singapore sunt scrise folosind caractere chinezești simplificate.
Engleza singaporeză se bazează în mare parte pe engleza britanică, datorită statutului țării ca fostă colonie a coroanei britanice. Totuși, formele de engleză vorbite în Singapore variază de la engleza standard singaporeză la o formă colocvială cunoscută sub numele de Singlish, care este descurajată de guvern, deoarece este considerată un creol substandard care împiedică singaporezii, constituind un obstacol în învățarea limbii engleze standard și făcându-l pe vorbitor incomprehensibil pentru oricine, cu excepția unui alt vorbitor de Singlish. Engleza standard singaporeză este complet inteligibilă pentru toți vorbitorii de engleză standard, în timp ce majoritatea oamenilor care vorbesc engleza nu înțeleg Singlish. Totuși, singaporezii au un sentiment puternic de identitate și conexiune cu Singlish, care este recunoscut ca un marker cultural distinctiv pentru mulți singaporezi.

## Educație

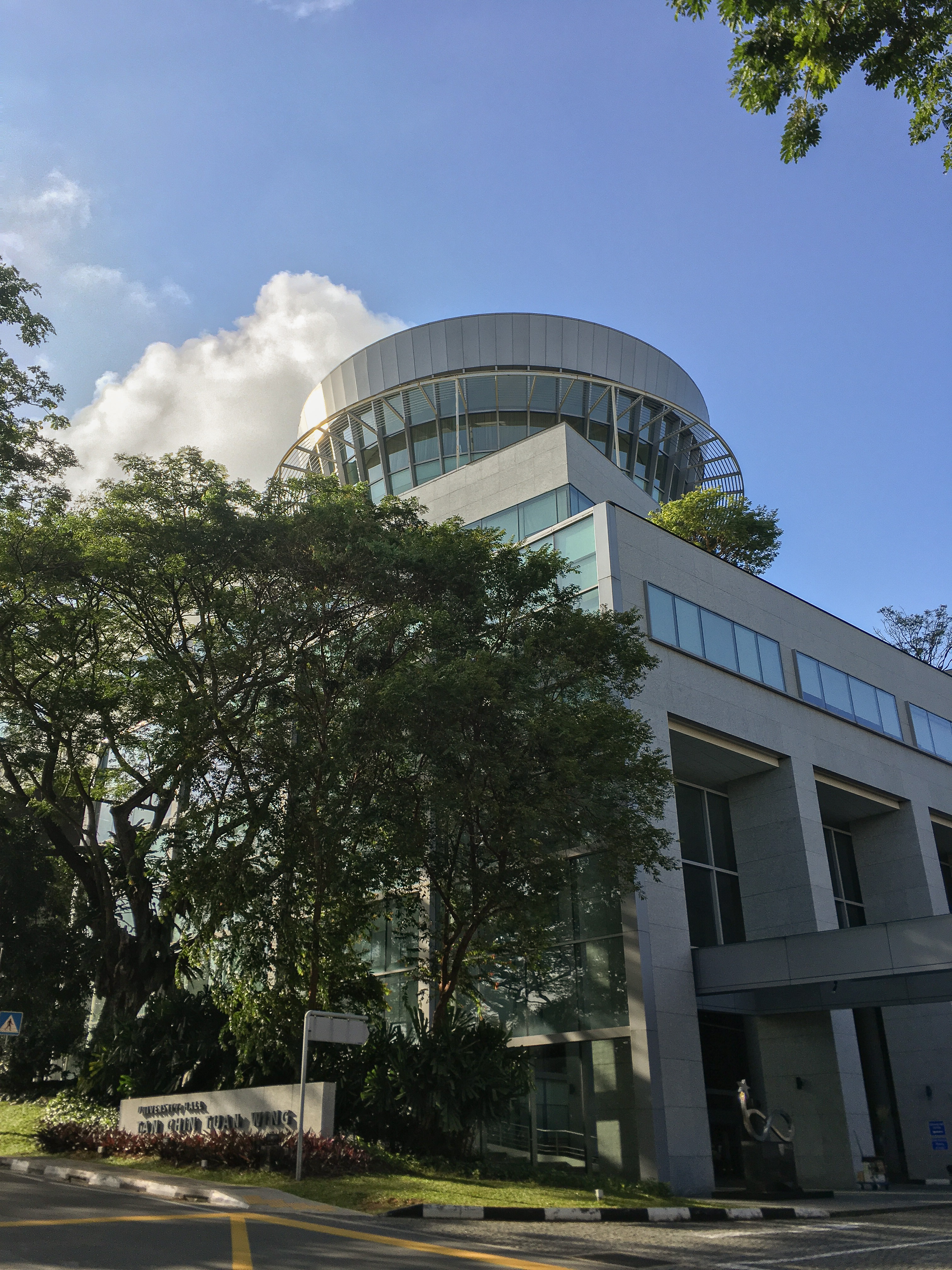
Universitatea Națională din Singapore este una dintre cele șase universități autonome din orașul-stat.

Educația pentru nivelurile primar, secundar și terțiar este în mare parte sprijinită de stat. Toate instituțiile, publice și private, trebuie să fie înregistrate la Ministerul Educației (MOE). Engleza este limba de predare în toate școlile publice, iar toate materiile sunt predate și examinate în engleză, cu excepția disciplinei de „limbă maternă”. În sistemul de educație din Singapore, termenul „limbă maternă” nu se referă la prima limbă a elevului (așa cum este utilizat internațional), ci la a doua limbă, deoarece engleza este considerată prima limbă. Elevii care au fost plecați în străinătate sau care întâmpină dificultăți în învățarea limbii „maternă” pot urma un curriculum simplificat sau pot renunța la această disciplină.
Educația se desfășoară în trei etape: primară, secundară și preuniversitară, iar învățământul primar este obligatoriu. Elevii încep cu șase ani de școală primară, care constă într-un curs de bază de patru ani și o etapă de orientare de doi ani. Curriculumul este axat pe dezvoltarea cunoștințelor de engleză, limbă maternă, matematică și științe. Școala secundară durează între patru și cinci ani și este împărțită în programe Express, Normal (Academic) și Normal (Technical), în funcție de nivelul de aptitudini al elevilor. Structura cursurilor de bază este similară cu cea din ciclul primar, dar materiile devin mult mai specializate. Educația preuniversitară se desfășoară în cele 21 de Colegii Junior sau la Millennia Institute, pe o perioadă de doi, respectiv trei ani. Ca alternative la educația preuniversitară, există cursuri oferite de alte instituții de învățământ postliceal, inclusiv cinci politehnici și trei colegii ITE. Singapore are șase universități publice, dintre care Universitatea Națională din Singapore și Universitatea Tehnologică Nanyang se numără printre primele 20 de universități din lume.
Examinările naționale sunt standardizate pentru toate școlile, fiind susținute teste la sfârșitul fiecărei etape educaționale. După primii șase ani de studiu, elevii susțin Examenul de absolvire a școlii primare (PSLE), care determină plasarea lor la nivelul secundar. La finalul etapei secundare, se susțin examenele O-Level sau N-Level; după etapa preuniversitară, elevii dau examenele GCE A-Level. Unele școli au libertate mai mare în elaborarea curriculumului și sunt cunoscute ca școli autonome, pentru nivelurile secundar și preuniversitar.
Singapore este, de asemenea, un centru educațional, având peste 80.000 de studenți internaționali în 2006. Aproximativ 5.000 de studenți din Malaezia traversează zilnic Causeway-ul Johor–Singapore pentru a frecventa școlile din Singapore. În 2009, 20% dintre toți studenții din universitățile singaporeze erau studenți internaționali – limita maximă permisă – majoritatea provenind din ASEAN, China și India.
Elevii din Singapore s-au remarcat în multe dintre reperele educaționale mondiale la matematică, științe și citire. În 2015, atât elevii din ciclul primar, cât și cei din secundar s-au clasat pe primul loc în clasamentele globale ale performanței școlare ale OCDE, care cuprind 76 de țări – descris ca fiind cea mai cuprinzătoare hartă a standardelor educaționale. În 2016, elevii din Singapore au obținut primul loc în Programul de Evaluare Internațională a Studenților (PISA) și în Studiul internațional privind tendințele în matematică și știință (TIMSS). În Indexul EF de competență în limba engleză din 2016, care a implicat 72 de țări, Singapore s-a clasat pe locul al șaselea și a fost singura țară asiatică din top zece.

## Sistemul medical

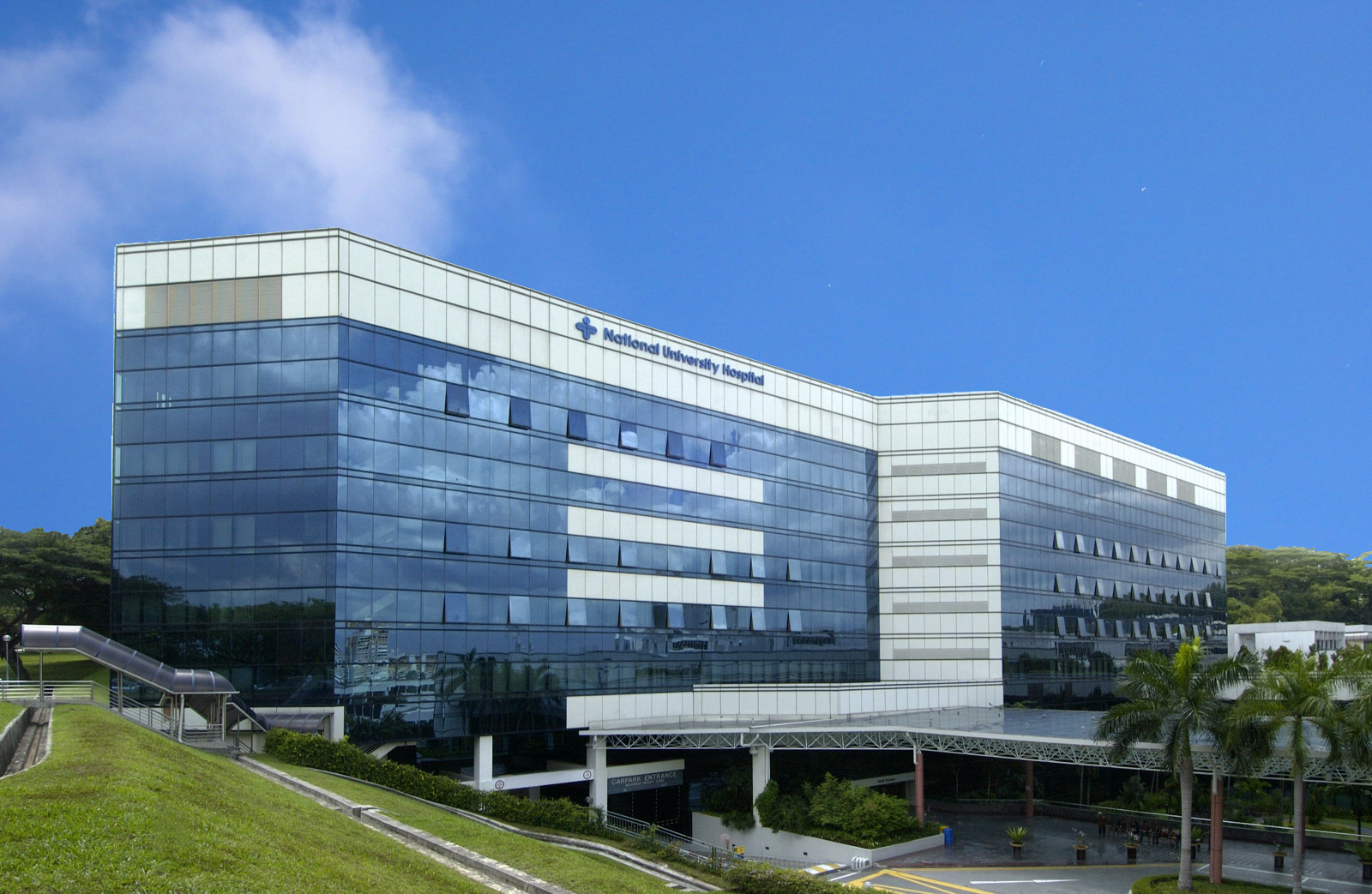
Spitalul Național Universitar este al doilea cel mai mare spital din oraș, deservește un milion de pacienți anual.

Singapore are un sistem de sănătate în general eficient, deși cheltuielile pentru sănătate sunt relativ scăzute comparativ cu alte țări dezvoltate. Organizația Mondială a Sănătății clasifică sistemul de sănătate din Singapore pe locul 6 la nivel mondial, conform raportului său global. Singapore a înregistrat cele mai scăzute rate ale mortalității infantile din lume în ultimele două decenii. În 2019, speranța de viață a singaporezilor a fost cea mai mare din lume, ajungând la 84,8 ani. Femeile pot aștepta să trăiască în medie 87,6 ani, dintre care 75,8 ani în condiții bune de sănătate. Media este mai mică pentru bărbați. Singapore ocupă primul loc în Indexul Global al Securității Alimentare.
În decembrie 2011 și ianuarie 2013, au fost diagnosticați cu HIV 8.800 de străini și 5.400 de singaporezi, respectiv. Cu toate acestea, numărul deceselor anuale cauzate de HIV este mai mic de 10 la 100.000 de persoane. Rata obezității la adulți este sub 10%. Nivelul de imunizare este ridicat. În 2013, Economist Intelligence Unit a clasificat Singapore drept țara cu cea mai bună calitate a vieții din Asia și a șasea la nivel global.
Sistemul de sănătate al guvernului se bazează pe cadrul „3M”. Acesta include trei componente: Medifund, care oferă un mecanism de siguranță pentru cei care nu-și pot permite asistența medicală; Medisave, un sistem obligatoriu de conturi naționale de economii medicale care acoperă aproximativ 85% din populație; și Medishield, un program guvernamental de asigurare medicală. Spitalele publice din Singapore au o autonomie considerabilă în luarea deciziilor de management și concurează, teoretic, pentru pacienți, dar rămân sub proprietatea guvernului. Există un sistem de subvenții pentru persoanele cu venituri mici. În 2008, 32% din cheltuielile pentru sănătate au fost finanțate de guvern. Sectorul sănătății reprezintă aproximativ 3,5% din PIB-ul Singapore.

## Cultură

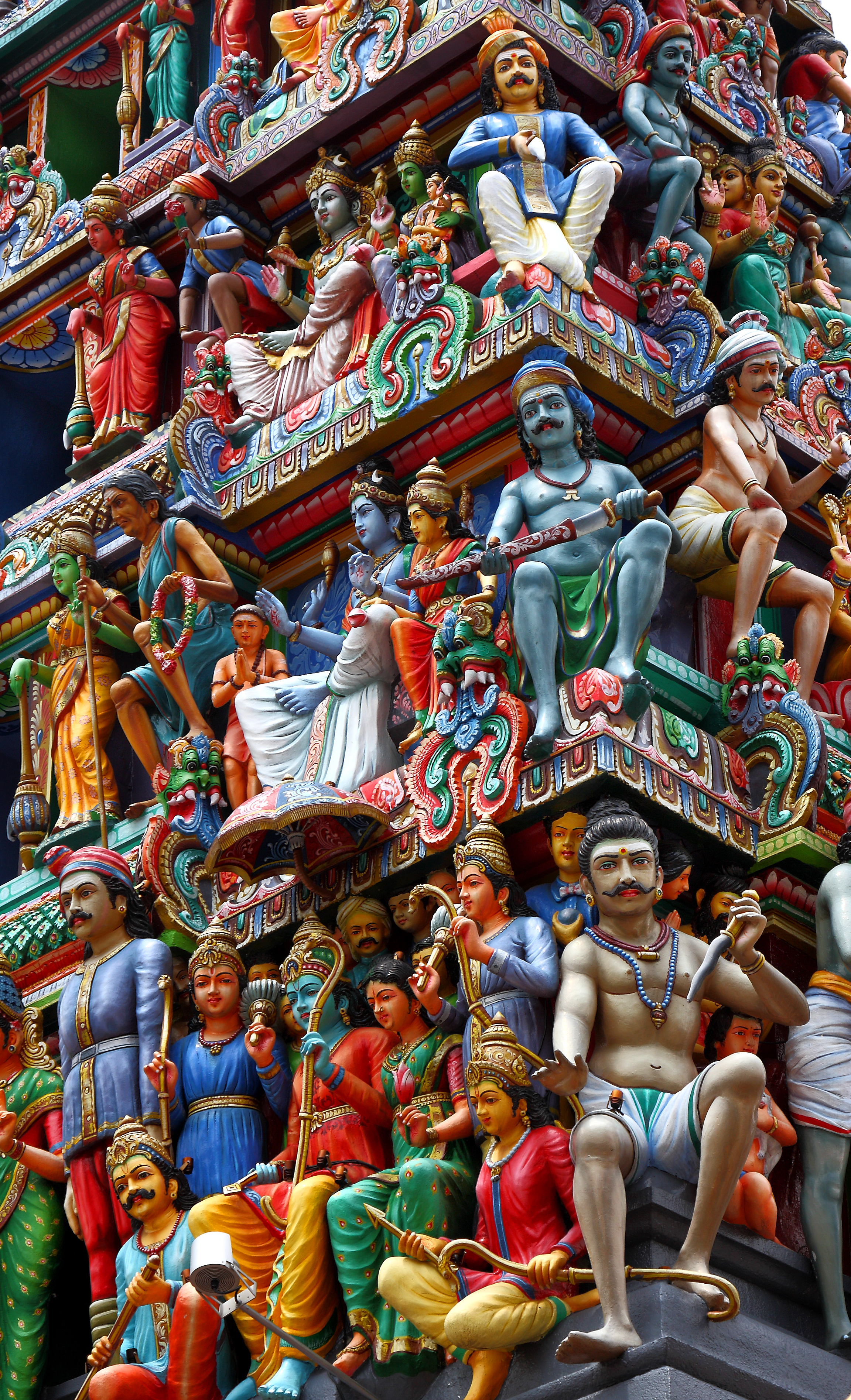
Detalii ornate deasupra templului Sri Mariamman din cartierul Chinatown, cel mai vechi templu hindus din Singapore, datat din anul 1827.

În ciuda dimensiunilor sale mici, Singapore are o diversitate de limbi, religii și culturi. Fostii prim-miniștri ai Singapore,Lee Kuan Yew și Goh Chok Tong, au afirmat că Singapore nu se încadrează în descrierea tradițională a unei națiuni, considerând-o o „societate în tranziție” și subliniind faptul că singaporezii nu vorbesc toți aceeași limbă, nu împărtășesc aceeași religie și nu au aceleași obiceiuri. Cei care vorbesc engleza ca limbă maternă tind să se orienteze spre cultura occidentală (adesea asociată cu cultura creștină sau secularismul), în timp ce cei care vorbesc chineza ca limbă maternă sunt mai degrabă atrași de cultura chineză, care are legături cu religia populară chineză, budismul, taoismul și confucianismul. Singaporezii vorbitori de malay sunt înclinați spre cultura malay, care este strâns legată de cultura islamică. Cei care vorbesc tamil ca limbă maternă tind să se identifice cu cultura tamilă, strâns legată de cultura hindusă. Armonia rasială și religioasă este considerată o componentă esențială a succesului Singapore și a jucat un rol important în construirea unei identități singaporeze.
Când Singapore a devenit independent de Regatul Unit în 1963, majoritatea cetățenilor săi erau muncitori migranți temporari, fără intenția de a rămâne definitiv. De asemenea, exista o minoritate semnificativă de persoane din clasa de mijloc, născute local, cunoscute ca Peranakans sau Baba-Nyonya, descendenți ai imigranților chinezi din secolele al XV-lea și al XVI-lea. Cu excepția Peranakanilor, care și-au declarat loialitatea față de Singapore, majoritatea muncitorilor își păstrau loialitatea față de țările lor de origine: Malaya, China și India. După independență, guvernul a început un proces deliberat de creare a unei identități și culturi unice pentru Singapore. Singapore are o reputație de „stat bonă” datorită reglementărilor stricte și măsurilor guvernamentale. De asemenea, guvernul pune un accent puternic pe meritocrație, unde oamenii sunt evaluați pe baza abilităților lor.
Floarea națională a Singapore este orhideea hibridă, Vanda 'Miss Joaquim', numită în memoria unei femei armene născute în Singapore, care a creat această floare în grădina sa din Tanjong Pagar în 1893. Singapore este cunoscut ca „Orașul Leului”, iar multe simboluri naționale, precum stema și emblema cu cap de leu, încorporează imaginea unui leu. Principalele festivaluri religioase sunt sărbători legale.

### Artă

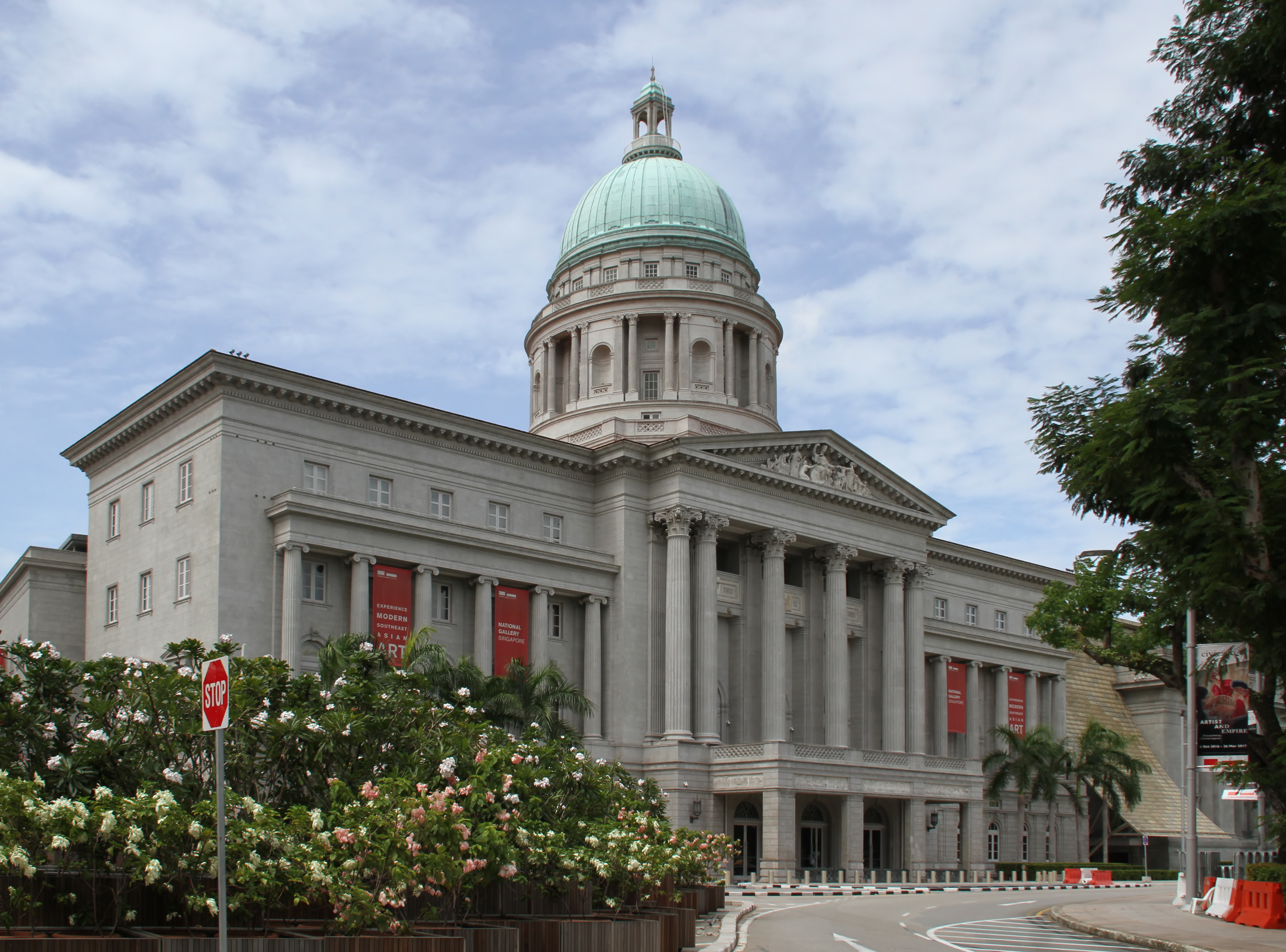
Galeria Națională Singapore deține cea mai mare colecție publică din lume de artă din Singapore și din Asia de Sud-Est.

În anii 1990, Consiliul Național pentru Arte (National Arts Council) a fost creat pentru a impulsiona dezvoltarea artelor spectacolului, precum și a formelor de artă vizuală și literară. Galeria Națională din Singapore este muzeul emblematic al țării, cu aproximativ 8.000 de lucrări ale artiștilor din Singapore și din alte țări din Asia de Sud-Est. Muzeul de Artă din Singapore se concentrează pe arta contemporană dintr-o perspectivă sud-est asiatică. Muzeul de Design Red Dot celebrează arta și designul remarcabil al obiectelor pentru viața de zi cu zi, găzduind peste 1.000 de exponate din 50 de țări. Muzeul în formă de lotus, ArtScience Museum, organizează expoziții itinerante care combină arta cu științele. Alte muzee importante includ Muzeul Civilizațiilor Asiatice, Muzeul Peranakan și The Arts House. Esplanade este cel mai mare centru pentru artele spectacolului din Singapore, fiind gazda a 5.900 de evenimente gratuite de artă și cultură doar în 2016.
Literatura din Singapore, cunoscută sub numele de "SingLit", reprezintă o colecție de lucrări literare scrise de singaporezi, în principal în cele patru limbi oficiale ale țării: engleză, malay, mandarină și tamilă. Tot mai des, Singapore este văzut ca având patru sub-literaturi distincte, în loc de una singură. Multe lucrări importante au fost traduse și prezentate în publicații precum jurnalul literar Singa, publicat în anii 1980 și 1990, cu editori de renume precum Edwin Thumboo și Koh Buck Song, dar și în antologii multilingve precum Rhythms: A Singaporean Millennial Anthology Of Poetry (2000), în care poeziile au fost traduse de trei ori fiecare. Unii autori singaporezi, precum Tan Swie Hian și Kuo Pao Kun, au scris opere în mai multe limbi.
Singapore are o cultură muzicală diversificată, care variază de la pop și Rock la Muzică folk și clasică. Muzica clasică occidentală joacă un rol important în viața culturală din Singapore, Orchestra Simfonică din Singapore (SSO) fiind înființată în 1979. Alte orchestre occidentale notabile includ Orchestra Națională de Tineret din Singapore și orchestra comunitară Braddell Heights Symphony Orchestra. Numeroase orchestre și ansambluri se găsesc și în școlile secundare și colegiile junior. Diverse comunități păstrează tradițiile lor muzicale etnice distincte: chinezii, malaezienii, indienii și eurasiaticii. Prin formele tradiționale de muzică și stilurile muzicale moderne, fuziunea diverselor forme contribuie la diversitatea muzicală a țării. Scena muzicală urbană vibrantă a națiunii a transformat Singapore într-un centru pentru spectacole și festivaluri internaționale în regiune. Dintre cei mai cunoscuți cântăreți pop din Singapore se numără Stefanie Sun, JJ Lin, Liang Wern Fook, Taufik Batisah și Dick Lee, celebru pentru compunerea cântecelor tematice de Ziua Națională, inclusiv „Home”.

### Gastronomie

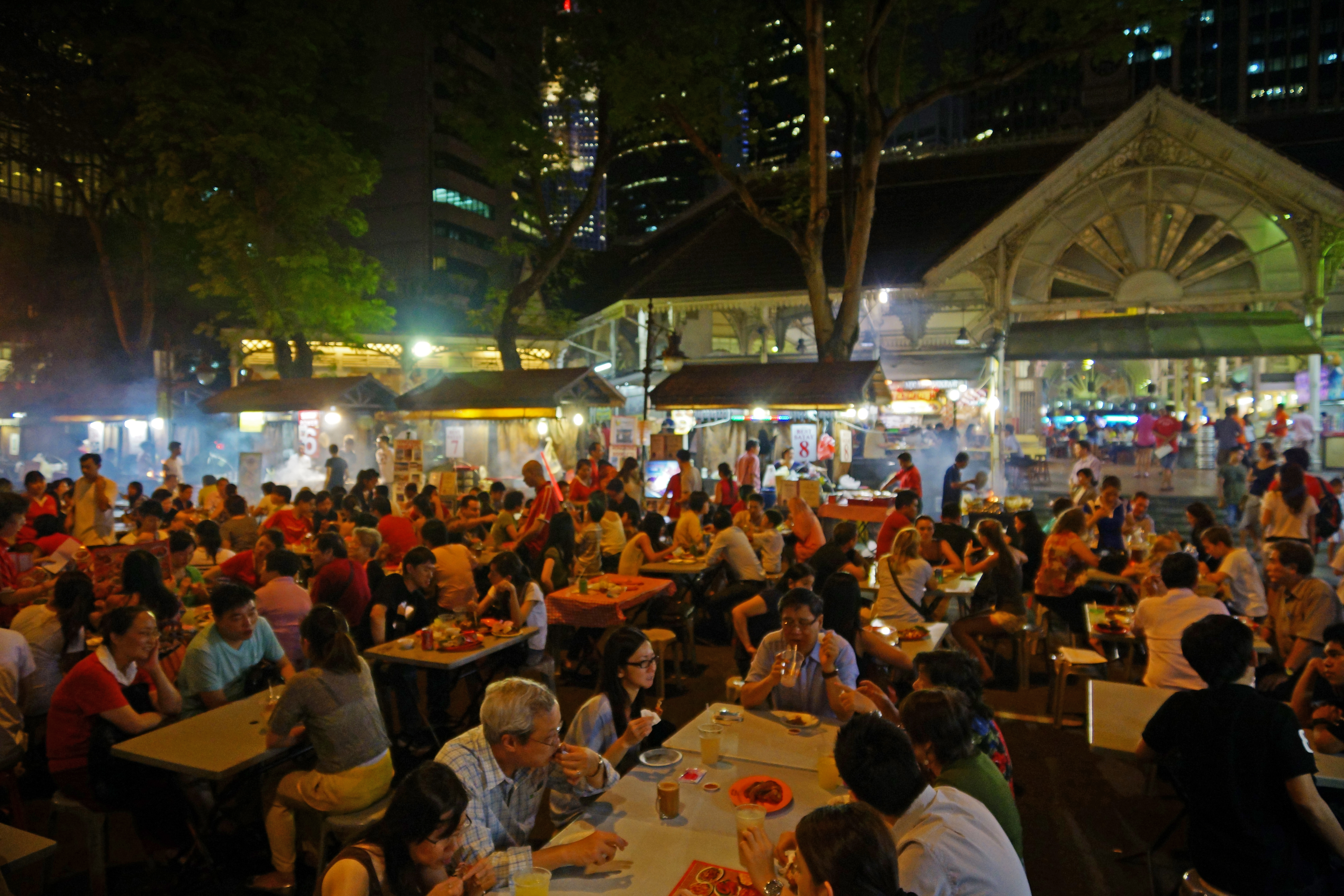
Centrul de vânzări ambulante Lau Pa Sat în cartierul financiar.

Diversitatea bucătăriei din Singapore este considerată un motiv important pentru a vizita țara, datorită combinației de confort, varietate, calitate și preț. Preparatele locale sunt, în general, asociate cu o anumită etnie – chineză, malaeziană și indiană – dar diversitatea culinară a crescut odată cu hibridizarea diferitelor stiluri, cum ar fi bucătăria Peranakan, o combinație între bucătăria chineză și malaeziană. În centrele de tip hawker (piațete alimentare deschise), difuzarea culturală este exemplificată prin tarabele tradițional malaeziene care vând și mâncare tamilă. Puiul Hainanese cu orez, bazat pe preparatul Hainanese Wenchang, este considerat mâncarea națională a Singapore-ului.
Orașul-stat are o scenă culinară în plină expansiune, care variază de la centre hawker (deschise), food court-uri (cu aer condiționat), cafenele (deschise, cu până la o duzină de tarabe), Fast food-uri, bucătării simple, restaurante casual, restaurante ale unor chefi celebri și localuri de lux. Bucătăriile cloud și livrările de mâncare sunt în creștere, 70% dintre locuitori comandând prin aplicații de livrare cel puțin o dată pe lună. Multe restaurante ale unor chefi celebri internaționali sunt situate în resorturile integrate. Există restricții alimentare religioase (musulmanii nu consumă Carne de porc, iar hindușii nu consumă carne de vită), iar o parte semnificativă din populație este vegetariană. Festivalul Mâncării din Singapore, care celebrează gastronomia locală, are loc anual în luna iulie.
Înainte de anii 1980, mâncarea stradală era vândută în principal de imigranți din China, India și Malaezia către alți imigranți care căutau un gust familiar. În Singapore, mâncarea stradală a fost de mult timp asociată cu centrele hawker, care dispun de spații comune pentru mese. De obicei, aceste centre au câteva zeci sau chiar sute de tarabe, fiecare specializată într-unul sau mai multe feluri de mâncare. Deși mâncarea stradală poate fi găsită în multe țări, varietatea și amploarea centrelor hawker centralizate care servesc preparate tradiționale în Singapore sunt unice. În 2018, existau 114 centre hawker răspândite în centrul orașului și în cartierele rezidențiale. Acestea sunt administrate de Agenția Națională de Mediu, care notează și fiecare tarabă pentru igienă. Cel mai mare centru hawker se află la etajul al doilea al complexului Chinatown și găzduiește peste 200 de tarabe. Complexul este, de asemenea, locul unde se poate găsi cea mai ieftină masă din lume recompensată cu o Stea Michelin – un platou de pui cu orez în Sos de soia sau tăiței, la prețul de 2 dolari singaporezi (1,50 USD). Două tarabe de mâncare stradală din oraș sunt primele din lume care au fost recompensate cu o stea Michelin, fiecare obținând câte o stea.

### Sport

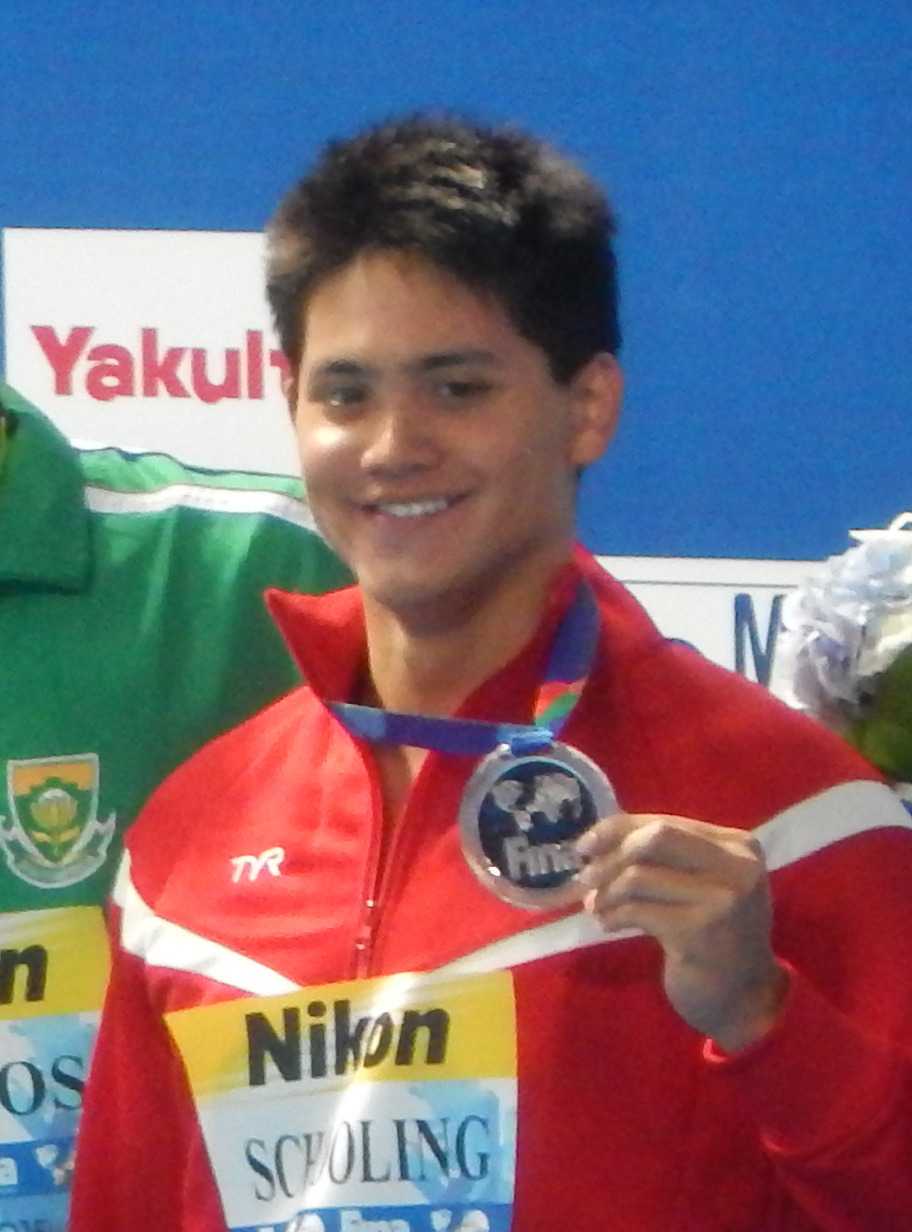
Joseph Schooling este medaliat cu aur și deținător al recordului olimpic la Jocurile Rio 2016 – proba 100 m fluture.

Dezvoltarea cluburilor private de sport și recreere a început în Singapore-ul colonial din secolul al XIX-lea, cu cluburi fondate în această perioadă, precum Cricket Club, Singapore Recreation Club, Singapore Swimming Club și Hollandse Club. Halterofilul Tan Howe Liang a fost primul medaliat olimpic al Singapore, câștigând o medalie de argint la Jocurile Olimpice de la Roma din anul 1960. Singapore a găzduit Jocurile Olimpice de Tineret de vară inaugurale din 2010, la care au participat 3.600 de sportivi din 204 națiuni, competiția incluzând 26 de sporturi.
Sporturile de interior și cele acvatice sunt printre cele mai populare în Singapore. La Jocurile Olimpice de la Rio din 2016, Joseph Schooling a câștigat prima medalie de aur olimpică a Singapore, triumfând la proba de 100 de metri fluture cu un nou record olimpic de 50,39 secunde. Navigatorii din Singapore au avut succes pe scena internațională, echipa lor de Optimist fiind considerată printre cele mai bune din lume. În ciuda dimensiunilor reduse ale țării, Singapore domină competițiile de natație din cadrul Jocurilor Sud-Est Asiatice. Echipa masculină de polo pe apă a câștigat medalia de aur la Jocurile SEA pentru a 27-a oară în 2017, continuând cea mai lungă serie de victorii din sportul singaporez. La Jocurile Olimpice de la Paris din 2024, Max Maeder a obținut prima medalie olimpică a Singapore la navigație, câștigând bronz la Formula Kite masculin chiar de Ziua Națională. La 17 ani, el a devenit cel mai tânăr medaliat olimpic al țării.
Echipa feminină de Tenis de masă a Singapore a câștigat medalia de argint la Jocurile Olimpice de la Beijing din 2008. În 2010, au devenit campioane mondiale când au învins China la Campionatele Mondiale de Tenis de Masă pe echipe din Rusia, punând capăt unei serii de 19 ani de victorii ale Chinei. În 2021, Loh Kean Yew a obținut statutul de „Campion Mondial” câștigând aurul la proba de simplu masculin la Campionatele Mondiale BWF din 2021, una dintre cele mai prestigioase competiții de Badminton, alături de cele din cadrul Jocurilor Olimpice.
Liga de fotbal a Singapore, Singapore Premier League, a fost lansată în 1996 sub numele de S.League și cuprinde opt cluburi, inclusiv o echipă străină. Singapore Slingers este una dintre echipele inaugurale din Liga de Baschet ASEAN, fondată în octombrie 2009. Hipodromul Kranji, administrat de Singapore Turf Club, găzduiește mai multe reuniuni săptămânale, inclusiv curse internaționale, cum ar fi Singapore Airlines International Cup.
Singapore a început să găzduiască o etapă a Campionatului Mondial de Formula 1, Marele Premiu al Singapore, pe circuitul stradal Marina Bay, în 2008. A fost prima cursă de noapte din Formula 1 și prima cursă stradală de F1 din Asia, devenind un eveniment de semnătură în calendarul F1. ONE Championship, o organizație majoră de arte marțiale mixte (MMA) din Asia, a fost fondată în Singapore.

### Media

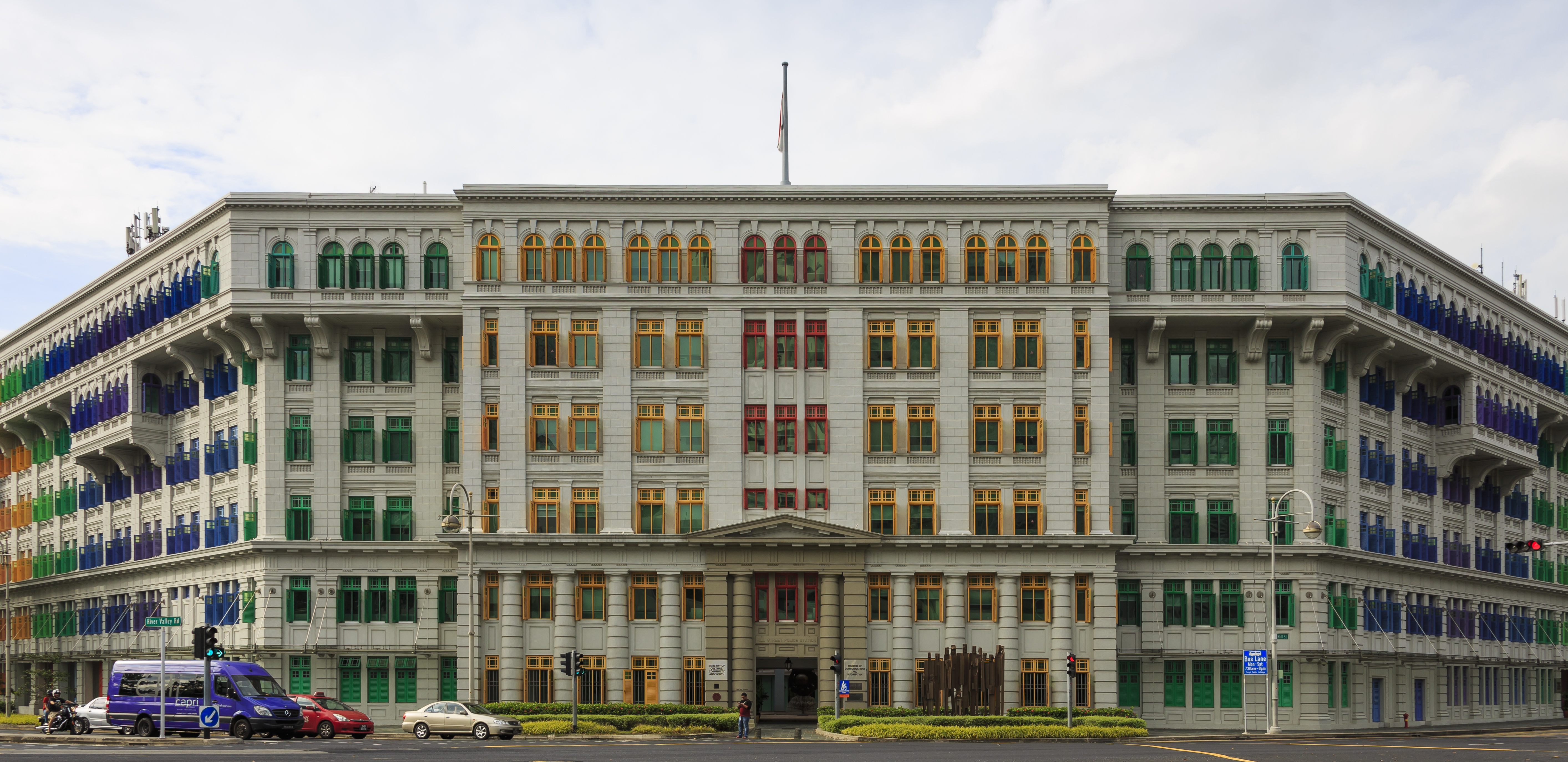
Ministerul Comunicațiilor și Informației supraveghează dezvoltarea mass-media.

Companiile legate de guvern controlează o mare parte din mass-media internă din Singapore. MediaCorp operează majoritatea canalelor de televiziune și posturilor de radio gratuite din Singapore. În total, MediaCorp oferă șase canale de televiziune gratuite. StarHub TV și Singtel TV oferă, de asemenea, IPTV cu canale din întreaga lume. SPH Media Trust, o entitate cu legături strânse cu guvernul, controlează cea mai mare parte a industriei de ziare din Singapore.
Industria mass-media din Singapore a fost criticată uneori de grupurile pentru drepturile omului, precum Freedom House, pentru că ar fi excesiv de reglementată și lipsită de libertate. Se spune că autocenzura este comună în rândul jurnaliștilor. În 2023, Singapore s-a clasat pe locul 129 în Indexul Libertății Presei publicat de Reporters Without Borders, în creștere față de locul 139 din anul precedent. Autoritatea pentru Dezvoltarea Mass-Mediei reglementează mass-media din Singapore, susținând că echilibrează cererea de opțiuni cu protecția împotriva materialelor ofensatoare și dăunătoare. Proprietatea privată a antenelor de televiziune prin satelit este interzisă.
Internetul în Singapore este furnizat de Singtel, deținut de stat, StarHub și M1 Limited, parțial deținute de stat, precum și de alți furnizori de servicii de internet (ISP) care oferă planuri de servicii rezidențiale cu viteze de până la 2 Gbit/s din primăvara anului 2015. Equinix (332 de participanți) și Singapore Internet Exchange (70 de participanți) sunt puncte de schimb de internet unde furnizorii de servicii de internet și rețelele de livrare de conținut schimbă trafic de internet între rețelele lor (sisteme autonome) în diferite locații din Singapore. În anii 1980–1990, singaporezii puteau utiliza serviciul local de videotext Singapore Teleview pentru a comunica între ei. Fraza „Insula Inteligentă” a apărut în anii 1990 în referire la relația timpurie a insulei cu internetul.
În 2016, în Singapore existau aproximativ 4,7 milioane de utilizatori de internet, reprezentând 82,5% din populație. Guvernul din Singapore nu practică o cenzură extinsă a internetului, dar menține o listă de o sută de site-uri web — majoritatea pornografice — pe care le blochează pentru accesul la internet de acasă ca o „declarație simbolică a poziției comunității singaporeze împotriva conținutului dăunător și nedorit de pe internet”. Singapore are cele mai ridicate rate de penetrare a smartphone-urilor din lume, conform sondajelor Deloitte și Google Consumer Barometer — la 89% și, respectiv, 85% din populație în 2014.